# Pallavicini (Adelsgeschlecht)

Wappen der Markgrafen Pallavicino (lombardischer Stamm)

Die Pallavicini (= Plural, Singular = Pallavicino) sind ein italienisches Adelsgeschlecht, das unter diesem Namen bis ins 11. Jahrhundert zurückreicht. Der erste Vertreter des Namens war Oberto il Pelavicino († 1148), der ein Nachfahre des im Frühmittelalter mächtigen Geschlechts der Otbertiner (ital.: Obertenghi) war, die seit 951 Markgrafen von Ostligurien und ab ca. 1000 Markgrafen von Mailand, Tortona und Genua waren.
Die Familie bildete zwei Hauptstämme, die in der Lombardei und in Genua ansässig waren. Beide verzweigten sich stark. 1360 erhielt die Familie den Titel Markgraf (Marchese). Die lombardische Linie erweiterte im 13. Jahrhundert ihren angestammten Besitz und errichtete in der ersten Hälfte des 15. Jahrhunderts einen eigenen kleinen Staat, den „Stato Pallavicino“ in der Region Emilia, zwischen Cremona, Parma und Piacenza, der 1587 vom Herzogtum Parma annektiert wurde. Die Linie in Genua zählte zu den Patriziern der Republik Genua. Einige Zweige aus beiden Stämmen bestehen bis heute, darunter einer aus dem Genueser Stamm, der im 18. Jahrhundert nach Österreich-Ungarn gelangte.

## Geschichte

### Ursprünge
Die Pallavicini stammen vom Adalbert-Zweig der Otbertiner (ital.: Obertenghi) ab. Ebenfalls in männlicher Linie von den Otbertinern abstammende Adelsgeschlechter sind die Häuser Este – einschließlich der Welf-Este – und Malaspina sowie die Geschlechter Parodi, Lupi und Gavi.
Als Stammvater der Pallavicini gilt Oberto il Pelavicino († 1148), der einem in der Po-Ebene ansässigen Seitenzweig der Otbertiner angehörte. Sein Vater war Oberto (Otbert) IV., dessen Vater Adalbert, Markgraf von Massa. Der Beiname Pelavicino soll sich aus Pellaloco und Malavicina zusammensetzen, beides heute Ortsteile von Roverbella nördlich von Mantua, welche die beiden ersten Besitzungen gewesen sein sollen, die dieser Oberto erhielt. Seine beiden Söhne Guglielmo und Alberto il Greco begründeten die beiden Stammlinien.

### Frühe Genealogie des Adalbert-Zweigs der Otbertiner
- Adalberto il Margravio (10. Jh. – 951?) – Markgraf Adalbert, erwähnt 940 als Vizegraf, später Markgraf von Mailand
  - Otbert (Oberto) I., † vor 15. Oktober 975, Pfalzgraf von Italien (Reichsitalien), Markgraf von Mailand, Genua und der Obertengischen Mark, Graf von Luni und Tortona, mit Rechten auf Pavia, Piacenza, Cremona, Parma und das Klosterlehen Bobbio
    - Adalbert I. von Mailand (ca. 925–1002), Stammvater des Adalbert-Zweigs und jüngerer Bruder von Pfalzgraf Otbert II. († nach 1014/21)
      - Oberto III. (?–996), Sohn von Adalbert I.
        - Adalbert III. (980–1034), Markgraf von Massa (das dann in Besitz der Otbertiner-Nachfahren Malaspina kam), gemeinsamer Stammvater der Pallavicini und der Cavalcabò aus Cremona
          - Oberto IV., Graf von Aucia (?–1084?)
            - Oberto il „Pelavicino“ (1080–1148), Stammvater aller Pallavicini
              - Guglielmo (ca. 1106 – ca. 1162), Stammvater der „Pallavicino di Lombardia“ (Pallavicini aus der Lombardei)
                - Oberto I. Pallavicino (ca. 1132 – ca. 1196)
                  - Guglielmo (?–1217), Stammvater der Zweige Scipione, Pellegrino, Ravarano, Stupinigi und Bargone
                    - Pelavicino, auf Pellegrino Parmense; erwarb 1214 auch das Castello di Ravarano (bei Calestano), das bis zum Aussterben des Zweiges 1687 in der Familie blieb
                    - Guido Pallavicino († 1237), Kreuzfahrer des vierten Kreuzzuges, erster Markgraf von Boudonitza in Griechenland (das seinen Nachfahren noch bis 1358 gehörte)
                    - Oberto II. Pallavicino (1197–1269), Führer der Ghibellinen unter Kaiser Friedrich II., Herr von Rocca di Gusaliggio, Busseto und weiterer Herrschaften im späteren „Stato Pallavicino“

              - Alberto Pallavicino „il Greco“ (ca. 1106–1148)
                - Nicolò Pallavicino, Stammvater der „Pallavicino di Genova“ (Pallavicini aus Genua)

### Pallavicini aus der Lombardei

#### Ausweitung der Stammsitze zum„Stato Pallavicino“
Der Otbertiner Adalbert III. (980–1034), gemeinsamer Stammvater der Pallavicini und der Cavalcabò aus Cremona, erbte zahlreiche Besitzungen in der vormaligen Otbertinischen Mark, in der Lombardei, Piemont, Ligurien, der Emilia und der Toskana, sowie im Umland der Städte Mailand, Pavia, Como, Bergamo, Brescia, Verona, Tortona, Acqui, Alba, Piacenza, Parma, Reggio, Modena, Luni, Pisa, Volterra und Arezzo. Er wurde als Markgraf von Massa in der Toskana bezeichnet (das dann in den Besitz der Otbertiner-Nachfahren Malaspina kam), vermutlich weil die Burg Massa sein Hauptsitz war. Sein Grabstein befindet sich in der von ihm gestifteten ehemaligen Benediktinerabtei Santa Maria Assunta in Castione Marchesi, das heute zur Stadt Fidenza gehört. Der Nachlass wurde aufgeteilt und einiger Besitz zwischen Parma und Piacenza fiel an seinen Enkel Otbert il „Pelavicino“ (1080–1148), den Begründer der Pallavicini. Dieser hatte seine Herrschaftszentren in Fidenza (damals Borgo San Donnino genannt) und Fiorenzuola d’Arda; er verbündete sich mit der Stadt Piacenza, die mit Parma in Grenzstreitigkeiten lag, und der er seinen Allodbesitz im Bistum Parma, am linken Ufer des Taro, zu Lehen auftrug; er förderte auch das Zisterzienserkloster Chiaravalle della Colomba. Auch sein Nachlass wurde wiederum – nicht ohne Streit – unter den Söhnen aufgeteilt. Somit gehen eine Reihe von Burgen der Pallavicini, mit Grundherrschaften über zahlreiche Orte, auf Gründungen der Otbertiner zurück (siehe unten: Weitere Besitzungen).
Einer seiner Enkel war Oberto I. Pallavicino (ca. 1132 – ca. 1196) und dessen drei Enkel machten dann im 13. Jahrhundert von sich reden: Pelavicino besaß das alte Familiengut Pellegrino Parmense und erwarb 1214 auch das Castello di Ravarano (bei Calestano), das bis zum Aussterben des Zweiges 1687 in der Familie blieb. Sein Bruder Guido Pallavicino († 1237) erwarb sich beim vierten Kreuzzug die Markgrafschaft Boudonitza in Griechenland, die seine Nachfahren noch bis 1358 innehatten. Der Dritte, Oberto II. Pallavicino (1197–1269), wurde einer der engsten Gefolgsmänner des Stauferkaisers Friedrich II. und ein Anführer der kaisertreuen Ghibellinen in der Auseinandersetzung mit dem lombardischen Städtebund. Nach dem Sturz Ezzelinos 1259 galt er als unbestrittener Anführer der Kaiserlichen in Reichsitalien und wurde 1260 Generalkapitän von Mailand. Er besaß aus dem Familienerbe die Burgen Rocca di Gusaliggio sowie Busseto (auch Rocca = Festung Pallavicino genannt), die bereits um 985 von den Otbertinern erbaut worden war und deren Besitz ihm der Kaiser als Lehen in Reichsitalien bestätigte. Darüber hinaus erhielt er eine Reihe neuer Lehen in der Gegend um Parma, darunter das Castello di Bargone und das Castello di Varano (bei Medesano). Mit dem Sieg der papsttreuen Guelfen nach dem Tod des Kaisers 1250 blieben ihm aber letztlich nur seine Erbgüter, wozu auch ein Teil von Solignano sowie Viatica, Pizzofreddo, Dongula, Fosio, Oriano, Pagazzano, Frescarolo und Roncole gehörten.

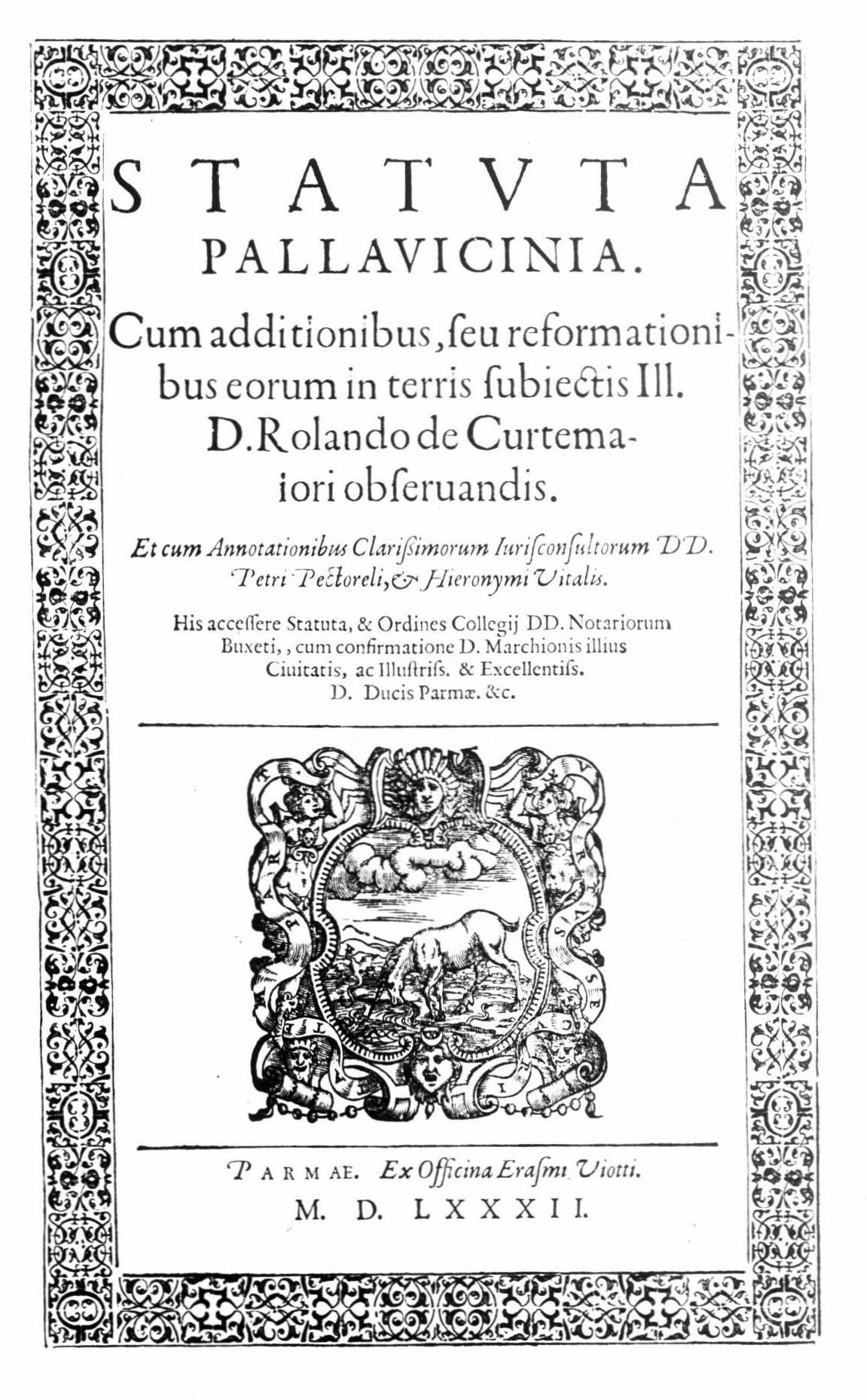
Statuta Pallavicinia (Gesetze des Stato Pallavicino), 1582

Im 13. und 14. Jahrhundert waren viele der Burgen und Besitzungen in den zahlreichen Fehden der Städte und Landadligen untereinander umkämpft. Im Jahr 1395 bestätigte der römisch-deutsche König Wenzel von Luxemburg Niccolò Pallavicino, dem Markgrafen zu Busseto, seine Rechte an zahlreichen Lehen des Gebiets um Parma. Aus den Lehen in der Region zwischen Cremona, Parma und Piacenza errichtete sein natürlicher Sohn, der Condottiere Rolando Pallavicino, genannt il Magnifico (1393–1457), einen eigenen kleinen Staat, den „Stato Pallavicino“. Für diese ursprünglich nur mittelbaren Lehen (und Allode) erteilte ihm Kaiser Sigismund Privilegien, die faktisch eine Reichsunmittelbarkeit zur Folge hatten. Es war eine kleine unabhängige Einheit, im heutigen Nordosten der Emilia gelegen und eingekeilt in die päpstlichen Besitztümer, die 1545 als Herzogtum Parma und Piacenza unabhängig wurden; im Norden grenzte es an das Gebiet der Stadt Cremona im Herzogtum Mailand an. Es erstreckte sich von den Ausläufern des Apennin bis weit in die Poebene. Politisch lehnte sich Rolando an den mächtigen Mailänder Herzog Gian Galeazzo Visconti an. Hauptort war zunächst Busseto, später Cortemaggiore, dritter Hauptort war Zibello. Diese Orte wurden in späteren Generationen zwischen drei Zweigen der lombardischen Familienlinie aufgeteilt und bildeten Zentren eigener Teillehen, die als „Markgrafschaften“ bezeichnet wurden.
Cortemaggiore kam 1290 unter die Herrschaft der Pallavicino, die 1479 ihr Herrschaftszentrum aus Busseto hierher verlegten. 1480 erbaute Gian Ludovico Pallavicino hier eine Festung, die er Castel Lauro nannte, und machte aus der Stadt eine Idealstadt der Renaissance, nach den Theorien des Leon Battista Alberti. Sein Palazzo Regio, heute Palazzo Pallavicino genannt, wurde neben einer älteren Burg gebaut, die 1809 abgerissen wurde. In der Nähe steht noch der spätmittelalterliche Gartenpalast (Palazzo del Giardino). Gian Ludovico ließ in Cortemaggiore auch mehrere Kirchen und einen Franziskanerkonvent errichten.

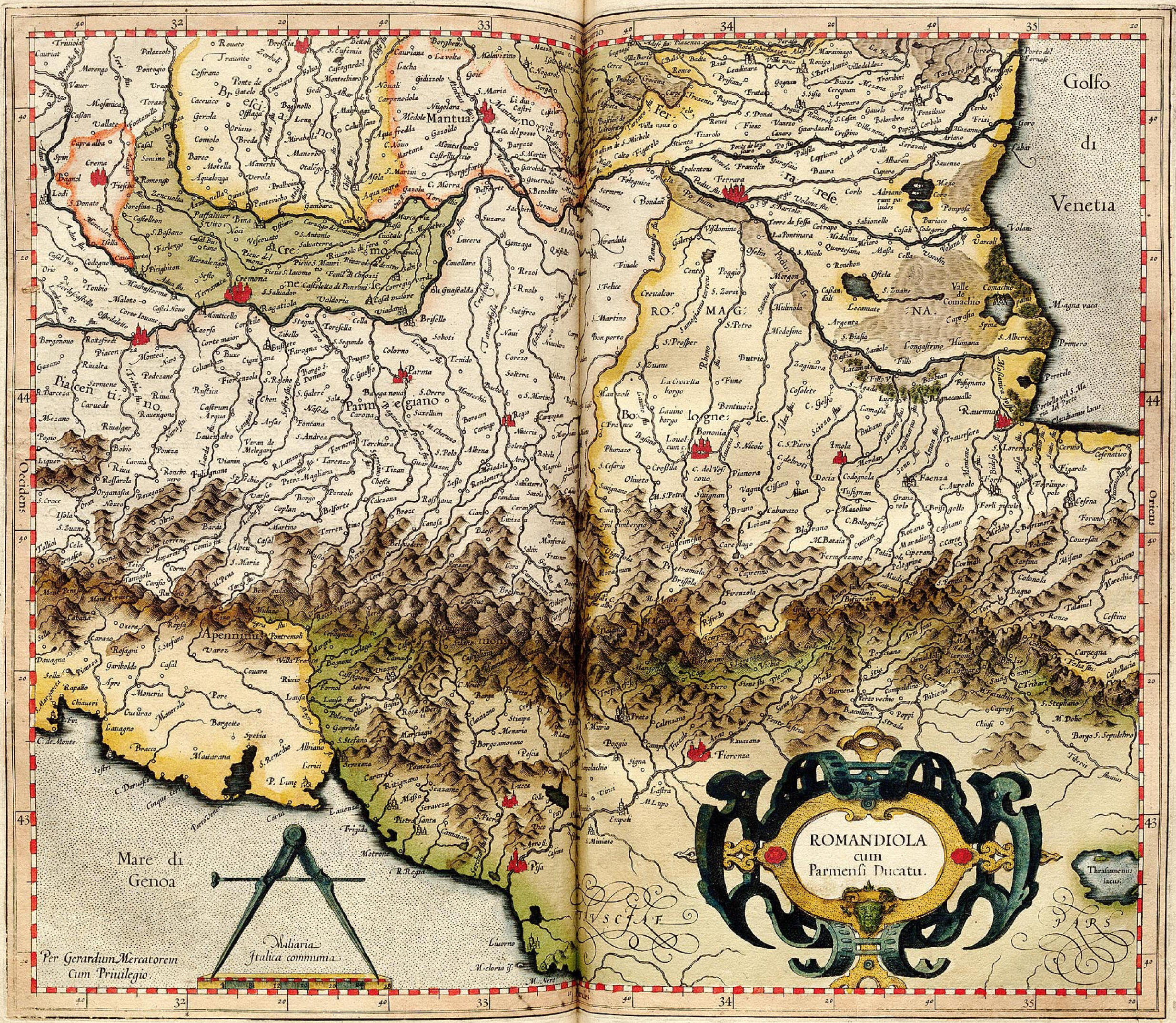
Karte der Emilia (von Gerhard Mercator, 1596)

Zibello hatte seit Mitte des 12. Jahrhunderts den Cavalcabò aus Cremona gehört, ebenfalls Nachfahren der Otbertiner, die auch die Burg erbauten. 1249 kam es mit den kaiserlichen Lehen an Oberto II. 1431 erwarb es Rolando il Magnifico von seinem Cousin Antonio, dem Herrn von Ravarano. Zum „Stato Pallavicino“ gehörten neben Busseto, Zibello und Solignano mit Umland dann auch Borgo San Donnino (die heutige Stadt Fidenza), die Burgen und Orte Tabiano, Bargone, Ravarano sowie das Castello di Monte Palero, das Castello di Serravalle, das strategisch bedeutende und stets umkämpfte Castello di Pietramogolana, das Oberto II. 1240 erobert hatte, Cella, Parola, Casola, Sant'Ilario Baganza, Soragna und Castelvecchio di Soragna, Costamezzana, Medesano (mit den Burgen Varano Marchesi, Roccalanzona, Sant'Andrea und Castello di Miano), Noceto, Rivo Sangonario, Corte Redalda, Castione de' Marchesi, Varano de’ Melegari, Polesine di San Vito (heute: Polesine Parmense), Santa Croce und Ragazzola nel Parmense, neben zahlreichem Lehnsgrund in den Bistümern Volterra, Lucca, Cremona und Piacenza.
1441 wurde Rolando von dem Condottiere Niccolò Piccinino beim Herzog von Mailand, Filippo Maria Visconti, als Verräter angeschwärzt. Der Herzog gab Piccinino die Erlaubnis, ihn anzugreifen und seinen Besitz zu beschlagnahmen. Dieser schlug Rolando in die Flucht und der „Stato Pallavicino“ wurde vom Herzogtum Mailand annektiert. Piccinino wurde mit zahlreichen Besitzungen in dem Gebiet belehnt. Erst nach dessen Tod gab der Herzog sie 1445 mit wenigen Ausnahmen an Rolando zurück. Dieser hatte sich nach Stupinigi bei Turin zurückgezogen, das er 1439 als Lehen im Herzogtum Savoyen gekauft hatte. Er teilte schließlich sein immenses Vermögen unter seinen sieben Söhnen auf, gemäß der Tradition des langobardischen Erbrechts, und begründete so die Linien Varano, Tabiano, Cortemaggiore, Busseto, Polesine und Zibello.
Die Villa Pallavicino in Busseto, außerhalb der Stadtmauern Bussetos in einer großzügigen Parkanlage angelegt, wurde 1530 als Sommerresidenz erworben; gebaut hatte sie 1518 der Condottiere Matteo Marri. Heute beherbergt sie das Museo Nazionale Giuseppe Verdi, das dem berühmtesten Sohn der Stadt gewidmet ist. Girolamo Pallavicino († 1557) erhielt die überlieferten Privilegien durch Kaiser Karl V. bestätigt, der Busseto mehrfach besuchte und sich dort in der Villa Pallavicino 1543 mit Papst Paul III. aus dem Hause Farnese traf. Alessandro Pallavicino († 1552/53) aus dem Zweig Scipione vereinigte die drei Hauptorte nochmals in einer Hand.
Sforza Pallavicino (1519–1585), Herr von Fiorenzuola d’Arda, machte eine Karriere als Söldnerführer, kämpfte für Karl V., die Franzosen, für den Papst im Schmalkaldischen Krieg und dann für die Kaiserlichen in den Türkenkriegen in Ungarn und Siebenbürgen und war zuletzt Generalkapitän der Milizen der Republik Venedig. 1551 war er an der Tötung von Kardinal Georg Martinuzzi beteiligt. Ab 1562 folgte er seinem Cousin Cesare Pallavicino im Lehen von Cortemaggiore und 1579 seinem Cousin Gerolamo in Busseto. Er starb 1585 ohne direkte Erben und hinterließ seinen Besitz Alessandro Pallavicino di Zibello, den er 1581 adoptiert hatte. Dessen Sohn Francesco Maria Sforza Pallavicino wurde Kardinal.
1587/88 annektierte Alessandro Farnese, ein Urenkel des Papstes und Enkel des Kaisers, den Stato Pallavicino und gliederte ihn dem Herzogtum Parma ein, welches der Papst 1545 vom Herzogtum Mailand abgespalten und an seine eigene Familie verlehnt hatte. Die noch vorhandenen Lehen sowie der Allodialbesitz verblieben den Pallavicini, doch hatten sich diese in zahlreiche Zweige aufgesplittert – und wenn einer im Mannesstamm erlosch, zog die herzogliche Kammer in Parma das jeweilige Mannlehen als erledigt ein, während die Allode in weiblicher Linie weitervererbt wurden; beides ließ den Besitz zusammenschmelzen. Busseto und Zibello blieben der Familie, letzteres war aber seit 1546 zwischen zwei Zweigen streitig. Diese Orte mit Umland standen bis zur Abschaffung der Feudalrechte 1806 in Napoleons Königreich Italien (1805–1814) unter der Herrschaft der Pallavicini, als der letzte Markgraf Antonio Francesco gezwungen war, sich nach Florenz zurückzuziehen.

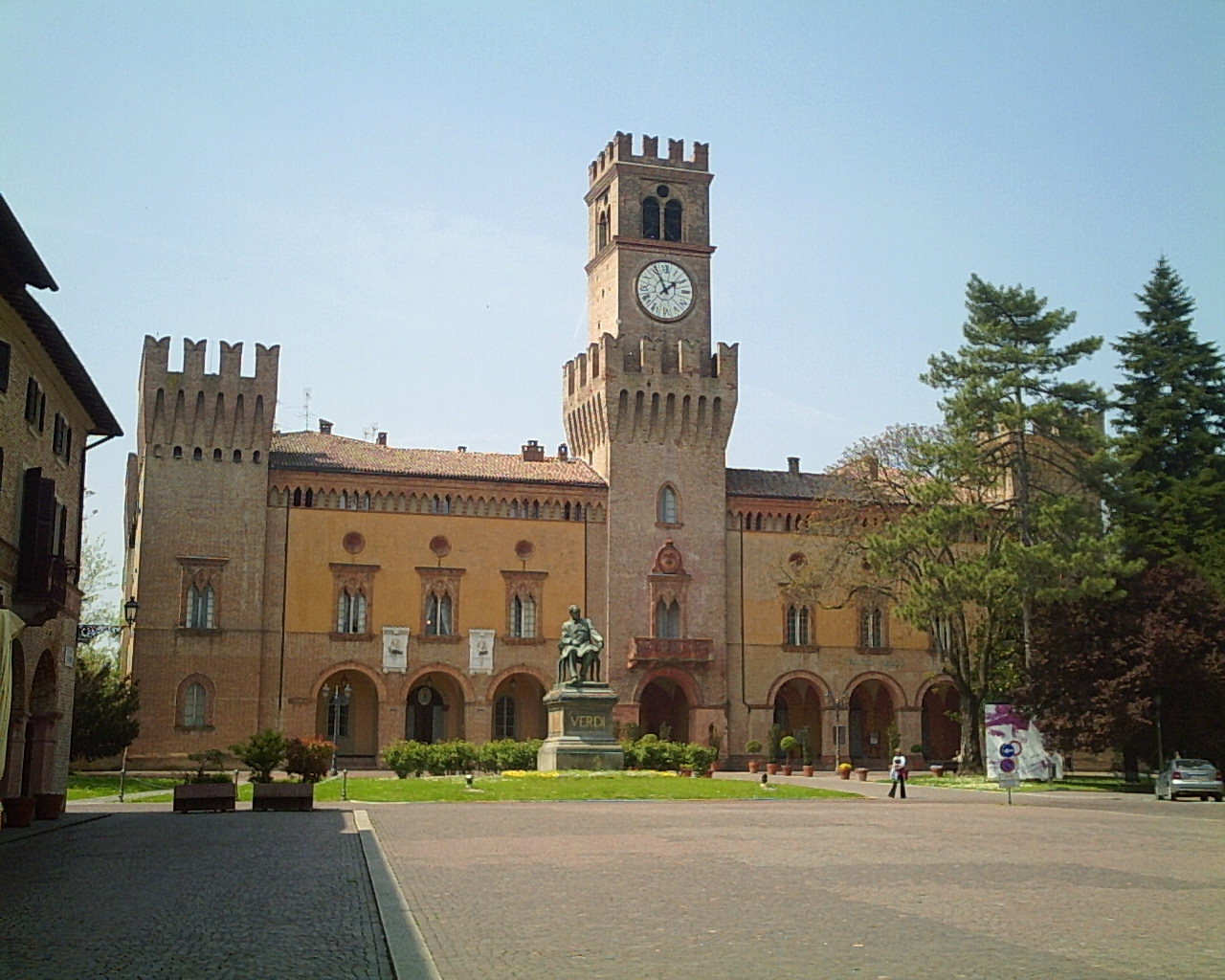
Die Burg Rocca Pallavicino in Busseto
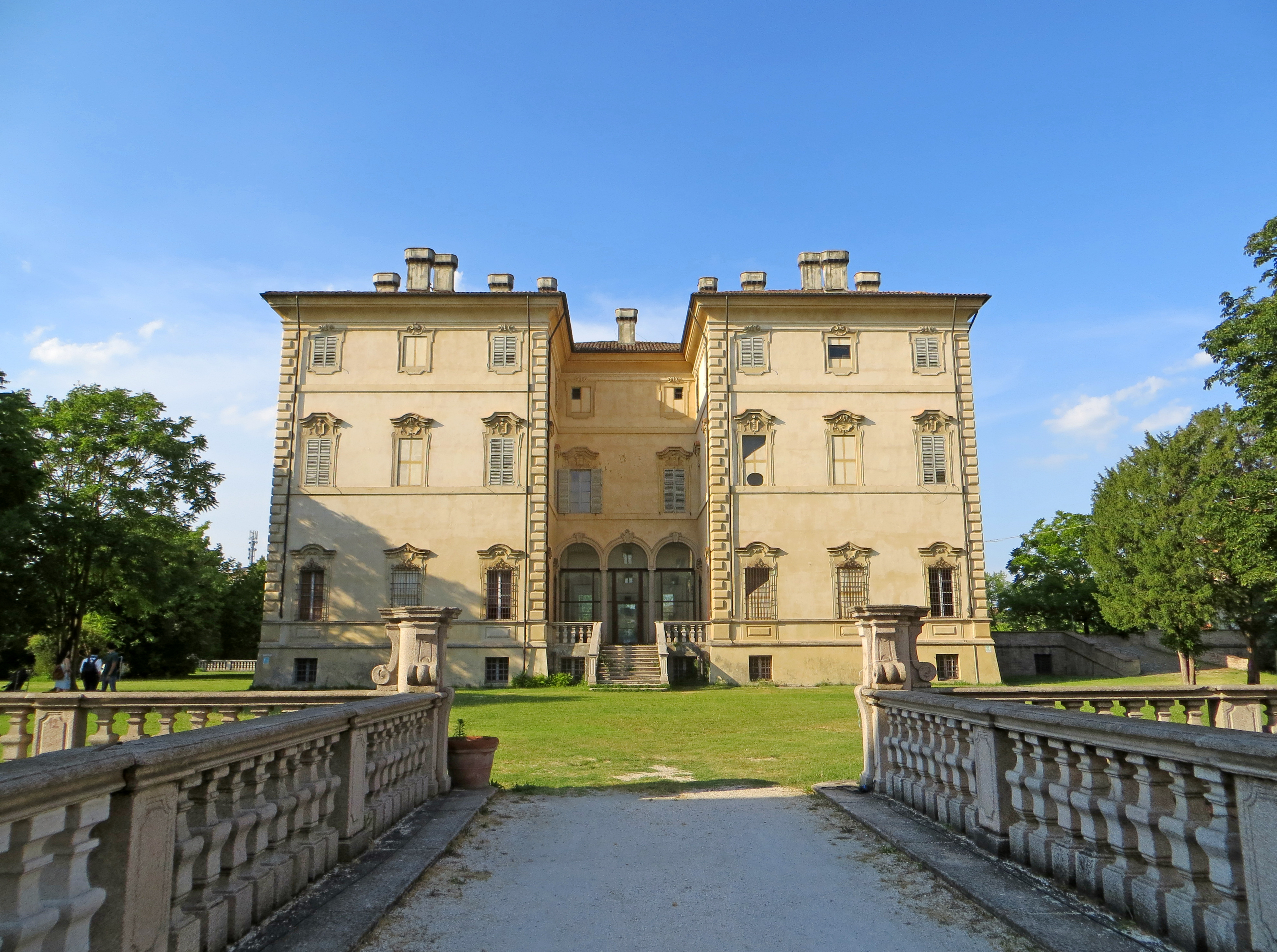
Villa Pallavicino, Busseto
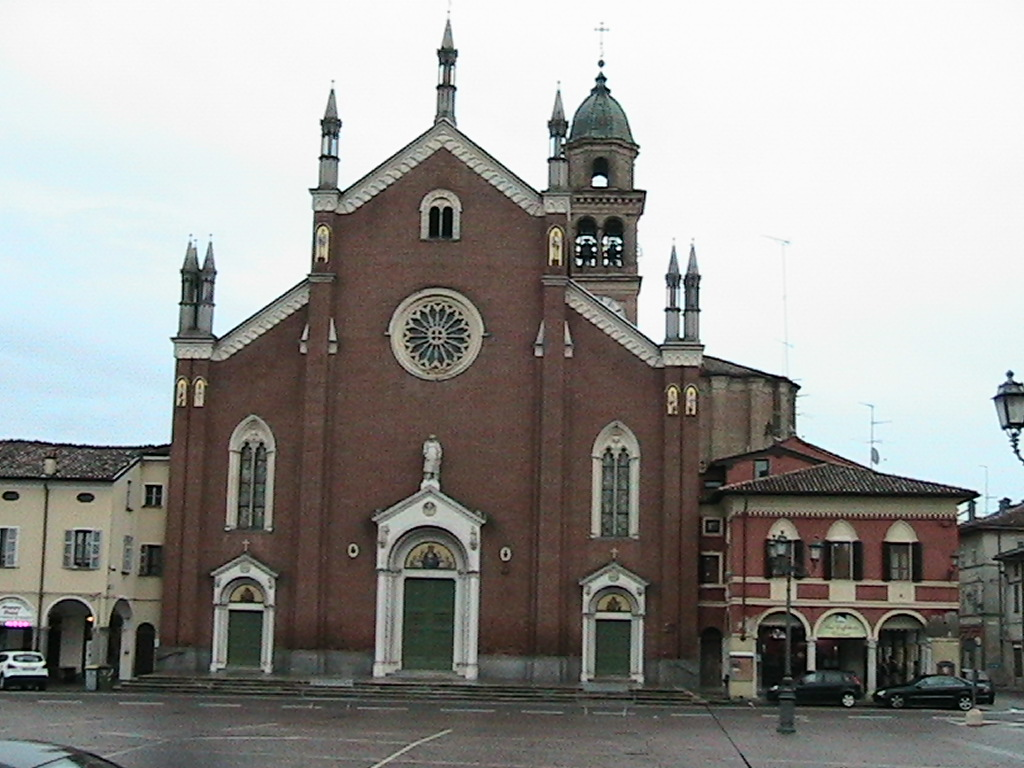
Basilika Santa Maria delle Grazie in Cortemaggiore
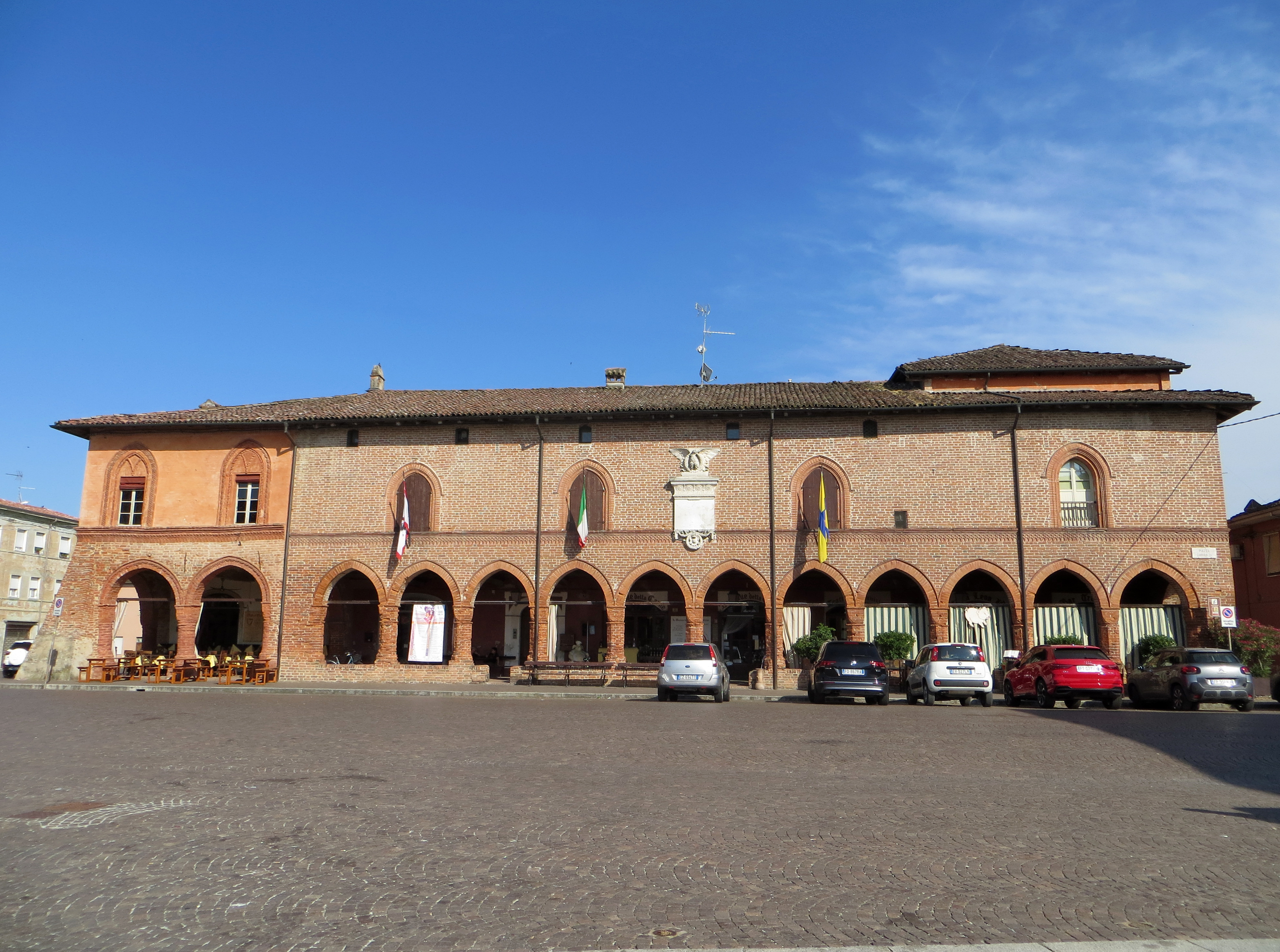
Palazzo Pallavicino in Zibello

#### Zweig Scipione
Der Otbertiner-Vorfahre Adalbert II., Markgraf von Massa, hatte um 1025 das Castello di Scipione auf den Überresten einer römischen Villa der Scipionen erbaut. Er war ein bekannter Condottiere, den Torquato Tasso in La Gerusalemme Liberata und Ludovico Ariosto im Orlando furioso gerühmt haben. Die Pallavicini erbten es und kontrollierten dort die Produktion von Salz, das aus artesischen Brunnen im nahegelegenen Tal von Salsomaggiore gewonnen wurde. Dort hatte bereits Markgraf Adalbert beiderseits des Tales das Castello di Gallinella und das Castello di Contignaco errichten lassen, um die Saline zu verteidigen. Zur Zeit der Kämpfe zwischen Ghibellinen und Guelfen wurde die Burg Scipione 1267 mehrmals angegriffen, ebenso 1403 und 1407. 1447 wurde sie gegen Feuerwaffen verstärkt.
Guglielmo Pallavicino († 1360) regierte im Namen der Visconti die Städte Como und Asti und hatte nach dem Tod des Giovanni Visconti Einfluss auf dessen drei Neffen, die ihn 1353–55 als Statthalter nach Genua schickten, bis er Simone Boccanegra weichen musste. Seine Söhne Giovanni, Nicolò und Ludovico stifteten Linien, die bis ins 17. bzw. 18. Jahrhundert fortdauerten. Die Pallavicini von Castello di Scipione lehnten sich politisch an die Nachfolger der Visconti aus dem Hause Sforza an. 1690 starb der Zweig Specchio aus und dessen weitläufige Grundherrschaften – die Oberto II. 1249 erhalten hatte – um die Burgen von Specchio und Solignano (beide nicht erhalten) und die von Castelcorniglio und Prelerna fielen an den Zweig Scipione, der sie bis Ende des 18. Jahrhunderts und teils bis 1805 behielt. Das Castello di Scipione selbst blieb bis 1776 im Besitz der Familie, als die dortige Linie im Mannesstamm erlosch und die Erbin Dorotea Pallavicino den Herzog Carlo Sforza Fogliani d’Aragona heiratete. Deren Nachfahren besaßen es bis kurz nach dem Ersten Weltkrieg. 1969 erwarb es der dänische Diplomat Christian Frederik Per von Holstein, der es seiner Frau Maria Luisa schenkte, einer geborenen Marchesa Pallavicini.

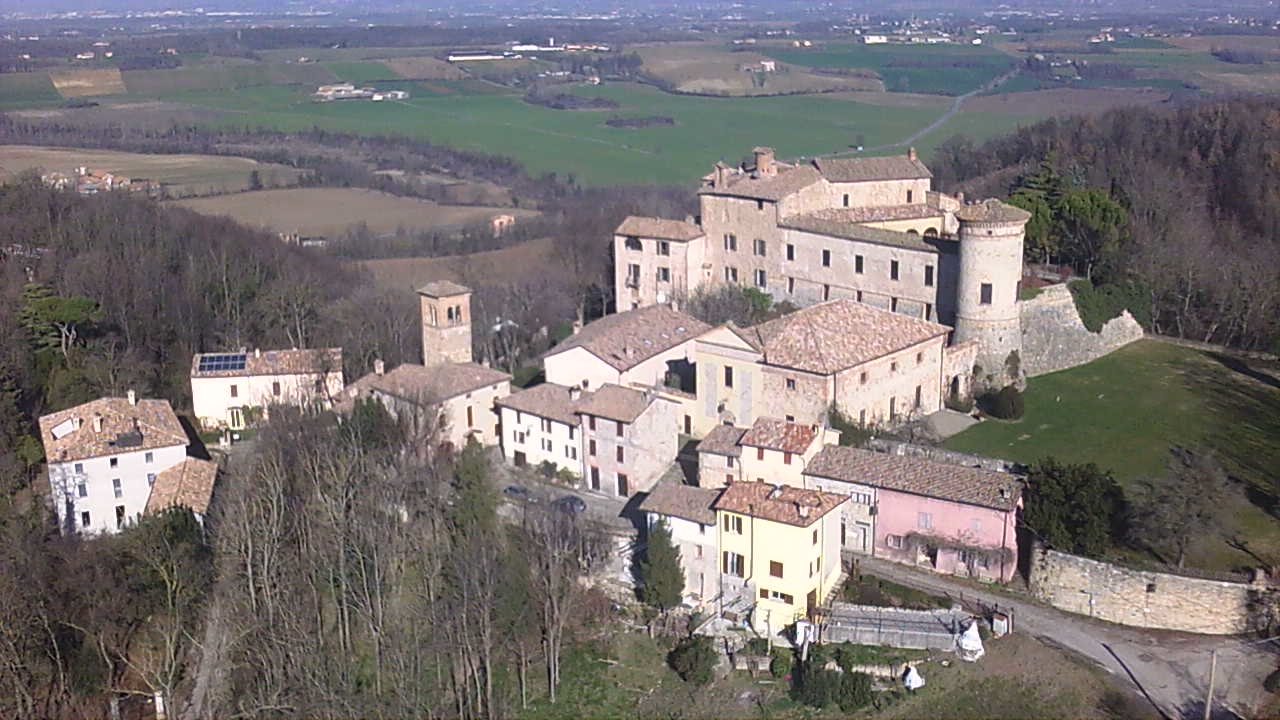
Castello di Scipione
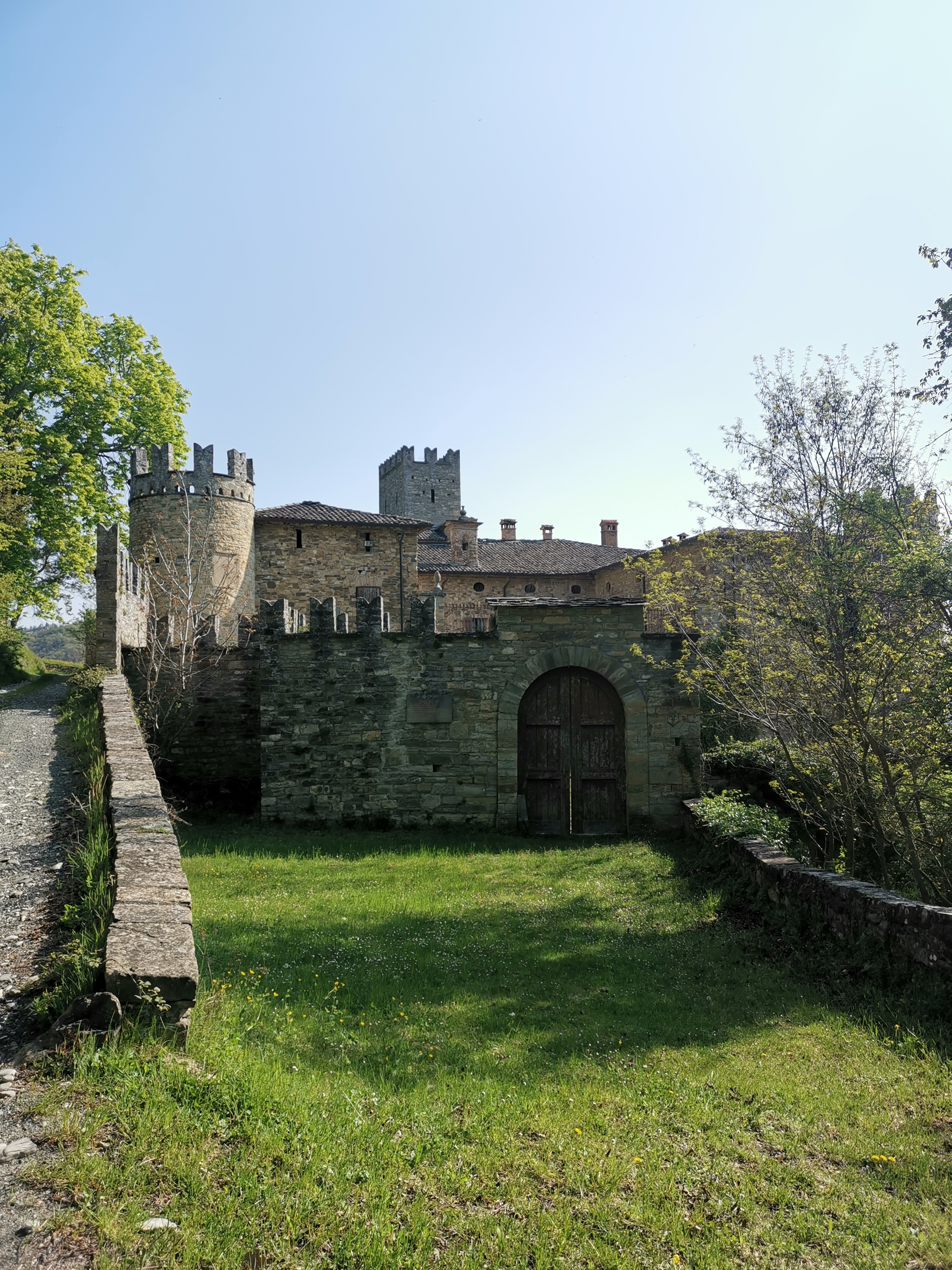
Castello di Castelcorniglio
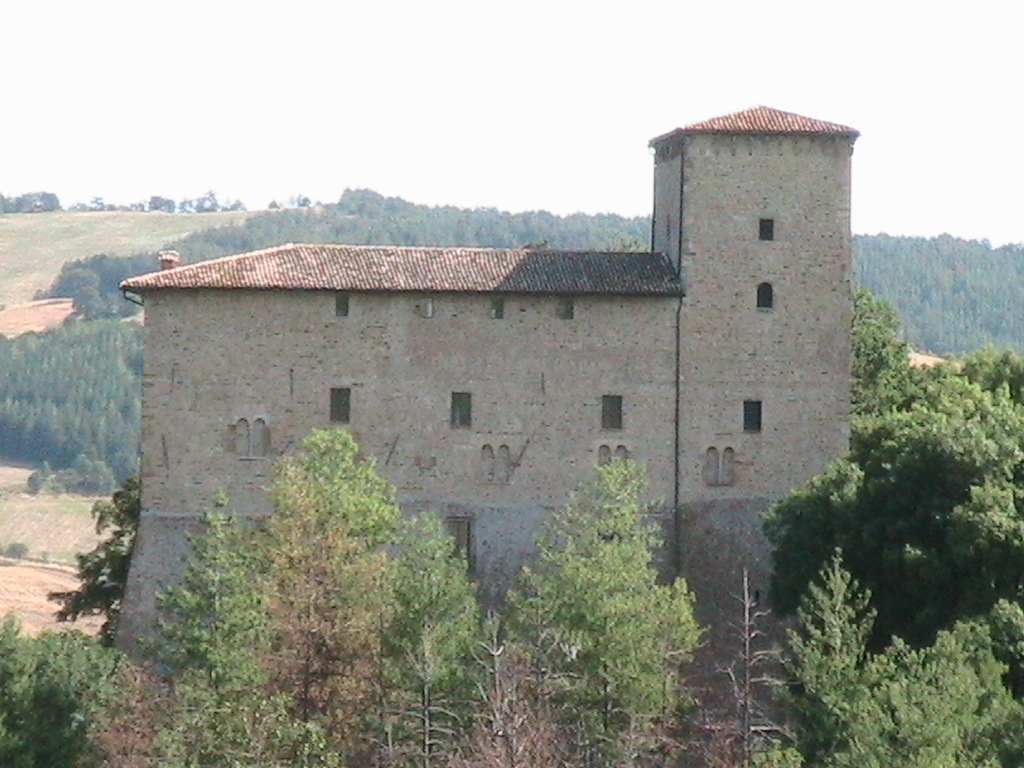
Castello di Pellegrino Parmense
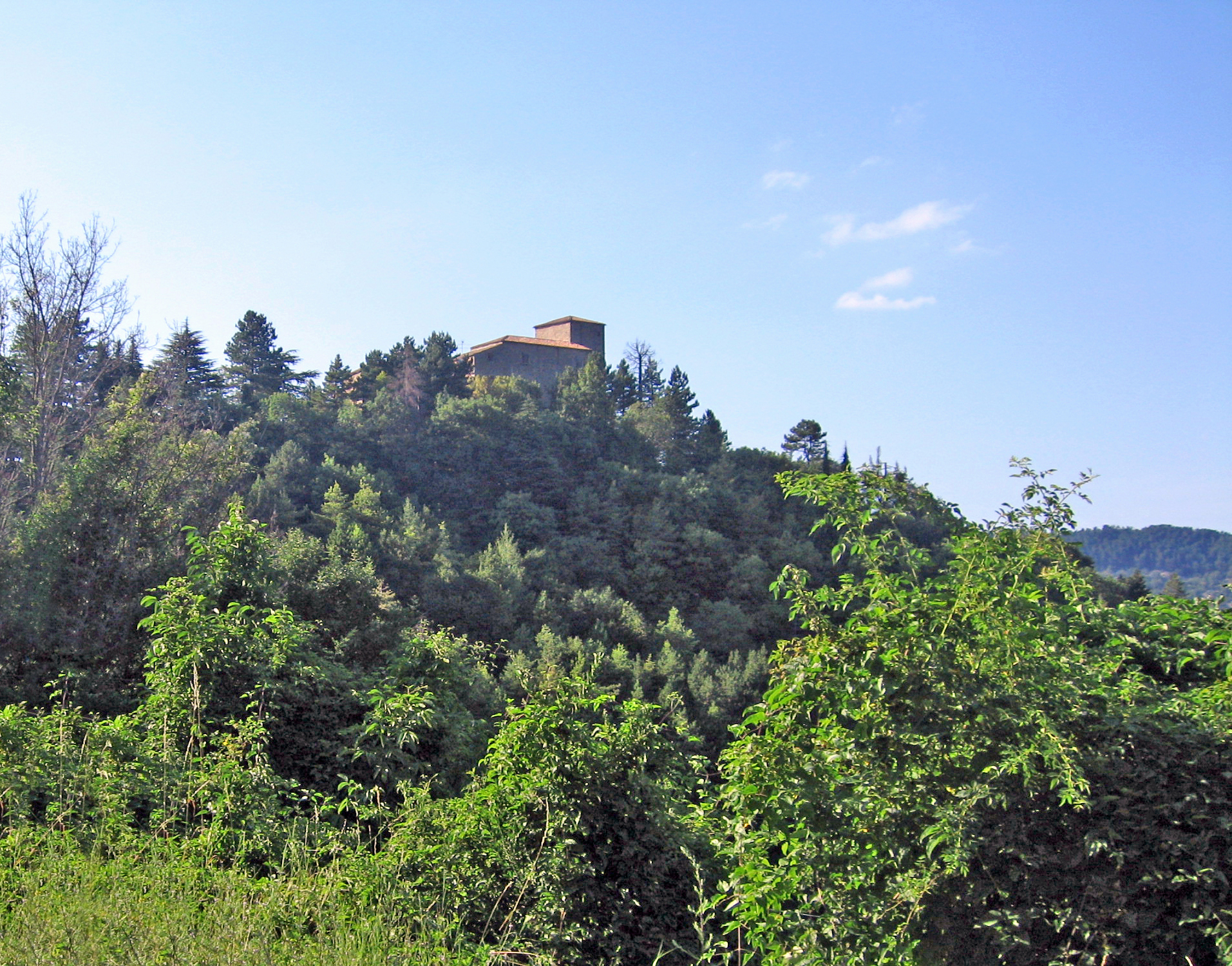
Castello di Ravarano
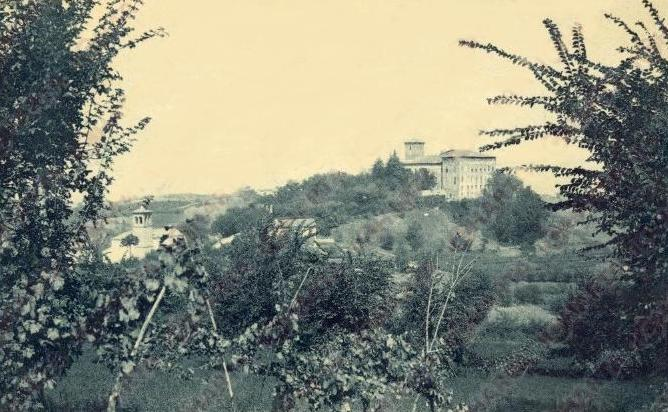
Castello di Bargone
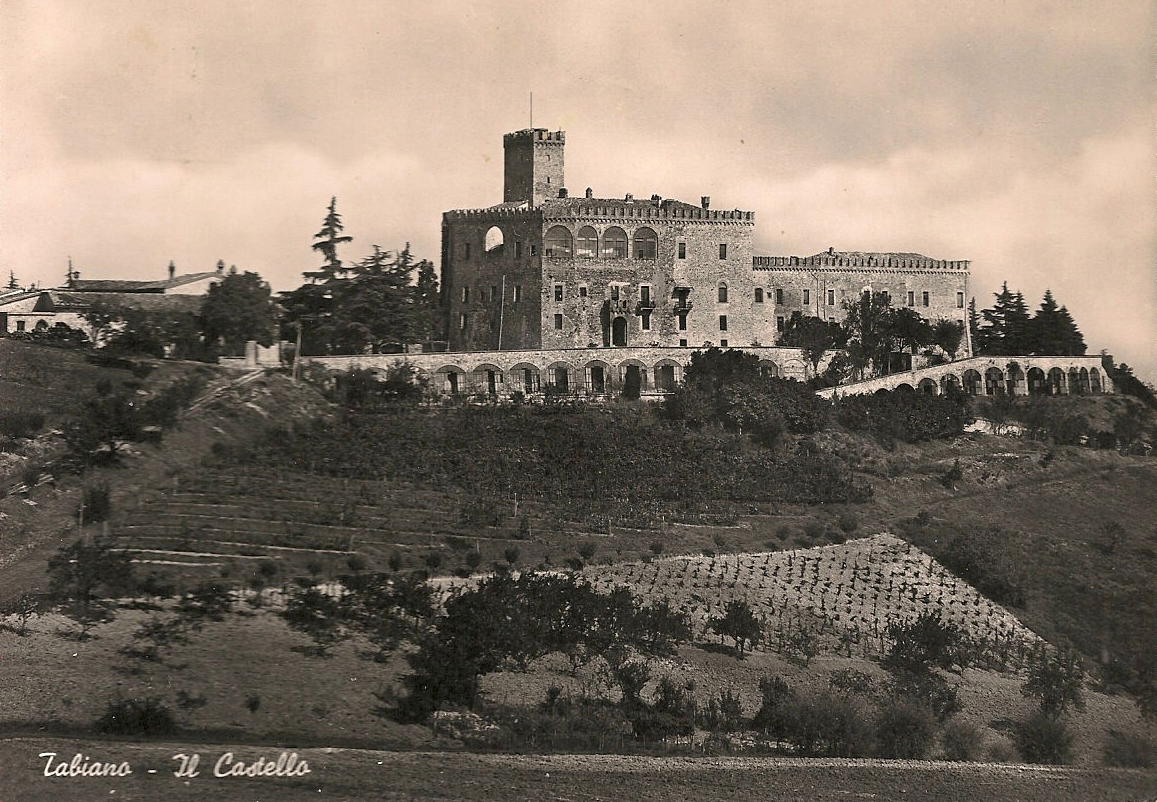
Castello di Tabiano

#### Weitere Besitzungen
Pellegrino Parmense gehörte schon 981 zum Besitz der Otbertiner und kam später an die Pallavicini. Es gehörte zum Besitz von Oberto II. Pallavicini und von dessen Bruder Pelavicino. Von Letzterem stammte der Zweig Pellegrino ab; Pelavicino erwarb 1214 auch das Castello di Ravarano (bei Calestano), das bis zum Aussterben des dortigen Zweiges 1687 in der Familie blieb. Kaiser Friedrich Barbarossa belehnte 1189 Oberto I. Pallavicino mit Rezinoldo, dem heutigen Roccabianca. Als Kaiser Sigismund von Luxemburg 1416 dieses Lehen den Brüdern de’ Rossi zusprach, entspann sich eine von vielen Fehden zwischen den beiden Familien; am Ende behielten die de’ Rossi das Lehen und erbauten die heutige Festung. Häufig umkämpft war auch das Castello di Bargone, kaiserliches Lehen an Oberto II., das später Sitz ghibellinscher Rebellen gegen Parma wurde. 1360 kam es an die Pallavicini zurück, wurde aber zum Objekt innerfamiliärer Auseinandersetzungen, die 1405 mit seiner Zerstörung endeten. Die wieder aufgebaute Burg mit ihrem Lehnsbesitz wurde 1587 endgültig vom Herzogtum Parma eingezogen.
Als 1428 Manfredo Pallavicino beschuldigt wurde, an einer Verschwörung gegen Filippo Maria Visconti teilgenommen zu haben, was er unter der Folter bekannte, wurde Pellegrino Parmense enteignet und an den Condottiere Niccolò Piccinino übergeben, der für Visconti kämpfte. Ebenfalls konfisziert wurden Vianino, Varano de'Melegari, Serravalle, Mariano, Montesalso, Riviano und Pietramogolana. Manfredos Nachfahren im Mannesstamm lebten noch bis 1795, jedoch in bescheidenen Verhältnissen, in der Gegend von Parma. 1441 griff Piccinino dann auch den Pallavicino-Staat mit den Markgrafschaften Busseto und Cortemaggiore an und schlug den Markgrafen Rolando il Magnifico in die Flucht. Ein Großteil des „Stato“ wurde bis zur Rückgabe 1445 beschlagnahmt.
Piccinino brachte außerdem das Castello di Tabiano (bei Salsomaggiore Terme) an sich. Dieses war eine der ältesten Besitzungen der Familie und hatte ihr bereits seit dem 10. oder 11. Jahrhundert gehört; bei der Besitzteilung unter den beiden Söhnen Obertos I. 1143 war es zum Streit um Tabiano gekommen, den 1158 Barbarossa schlichtete. 1180 wurde es dem Domkapitel von Parma vererbt, kam aber 1249 als kaiserliches Lehen an Oberto II. zurück. Auch nach Piccininos Ende belehnten 1457 die Sforza wiederum die Pallavicini damit. Tabiano wechselte dann zwischen verschiedenen Familienzweigen, die den Besitz bis 1756 hielten, worauf er über weibliche Erbfolge nacheinander an die Adelsfamilien Landi und Douglas Scotti kam, die ihn 1882 verkauften.
Das Castello Pallavicino in Varano de’ Melegari war bereits im Jahr 1087 im Besitz des Uberto Pallavicino. 1249 wurde Oberto II. damit belehnt, 1431 besaß es Rolando il Magnifico. Der dortige Zweig erlosch 1782. Nicht zu verwechseln ist es mit dem Castello di Varano Marchesi bei Medesano. Dieses wurde 1249 erstmals erwähnt, als es an Oberto II. kam. Rolando il Magnifico vererbte es seinem ältesten Sohn Niccolò. Außer der im 19. Jahrhundert verfallenen Burg steht dort ein spätmittelalterlicher Palazzo Pallavicino. Es blieb ebenfalls bis 1782 im Besitz des Varano-Zweiges, den die Marchesi Bergonzi beerbten.
Um 1535 kamen die Burgen und Grundherrschaften von Ceva und Priola im Piemont als savoyische Lehen an die Pallavicini. Paolo Antonio Pallavicino († 1625) aus der Linie Scipione begründete dort einen eigenen Zweig, die Marchesi di Ceva e Priola, welche bis heute existieren und das „rote“ und „weiße“ Schloss in Ceva besitzen.
San Fiorano bei Lodi wurde 1645 durch Giangiorgio Pallavicino von der Mailänder Familie Trivulzio erworben. Der Familienzweig nannte sich Pallavicino Trivulzio. Bekanntester (und letzter) Spross dieser Linie war Giorgio Pallavicino Trivulzio, ein Unterstützer des Risorgimento, der 1878 starb. Neben vielen anderen Gütern gehörte auch das Castello di Castana dieser Linie.
Polesine Parmense gehörte bereits im 10. Jahrhundert zu den sehr zahlreichen Besitzungen des Pfalzgrafen Otbert I. Im Jahre 1145 trug es Oberto Pelavicino der Stadt Piacenza zu Lehen auf. Es kam an Oberto II. und teilte später das Schicksal der meisten Familienbesitze in den Wirren der Visconti-Zeit. Als die Nachfahrenlinie 1731 im Mannesstamm erlosch, da der Letzte eine posthum geborene Tochter hinterließ, zog der Herzog von Parma das Lehen mit dem Festen Haus ein.

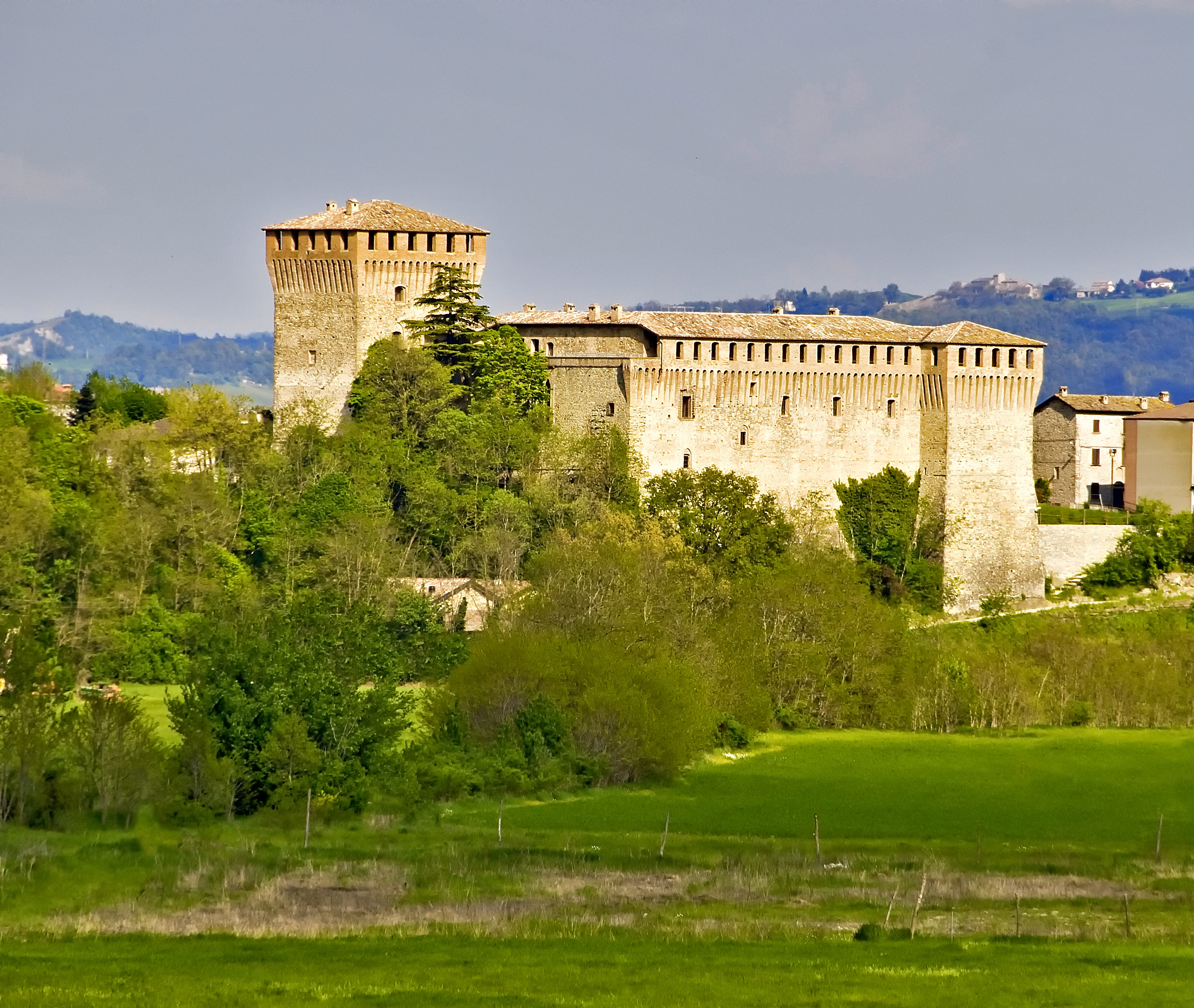
Castello Pallavicino in Varano de’ Melegari
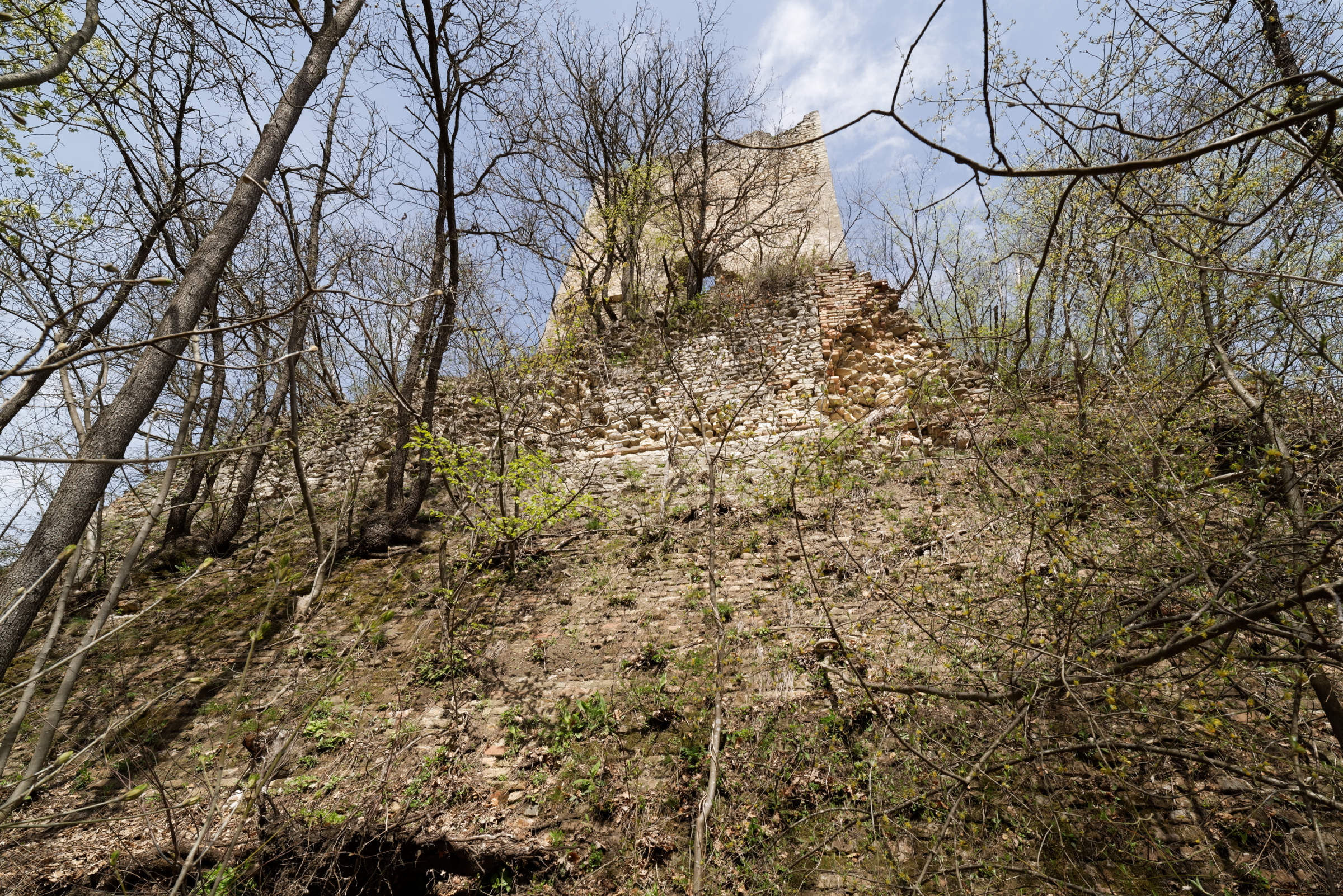
Castello di Varano Marchesi in Medesano
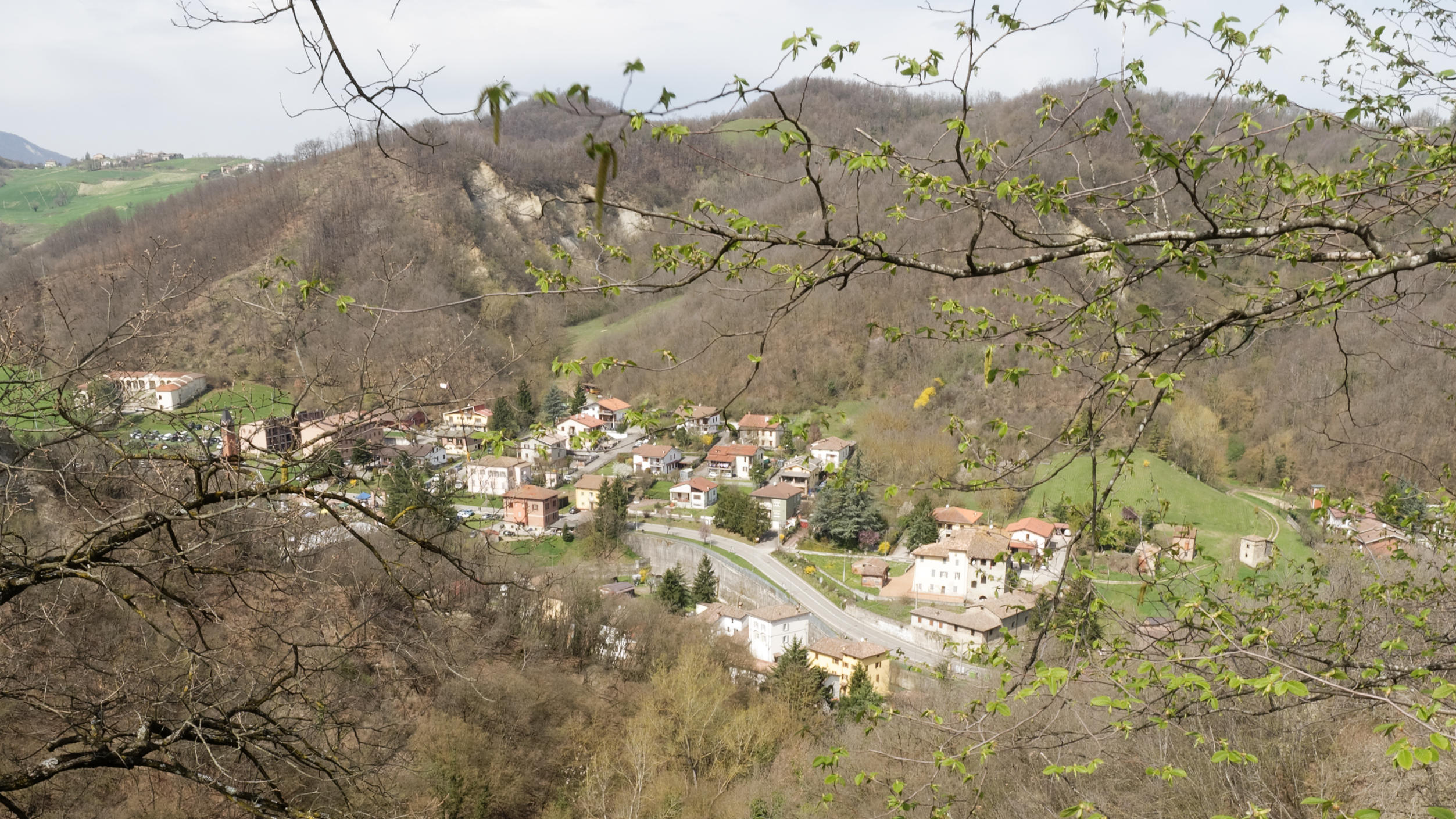
Blick vom Castello auf Varano Marchesi mit dem Palazzo
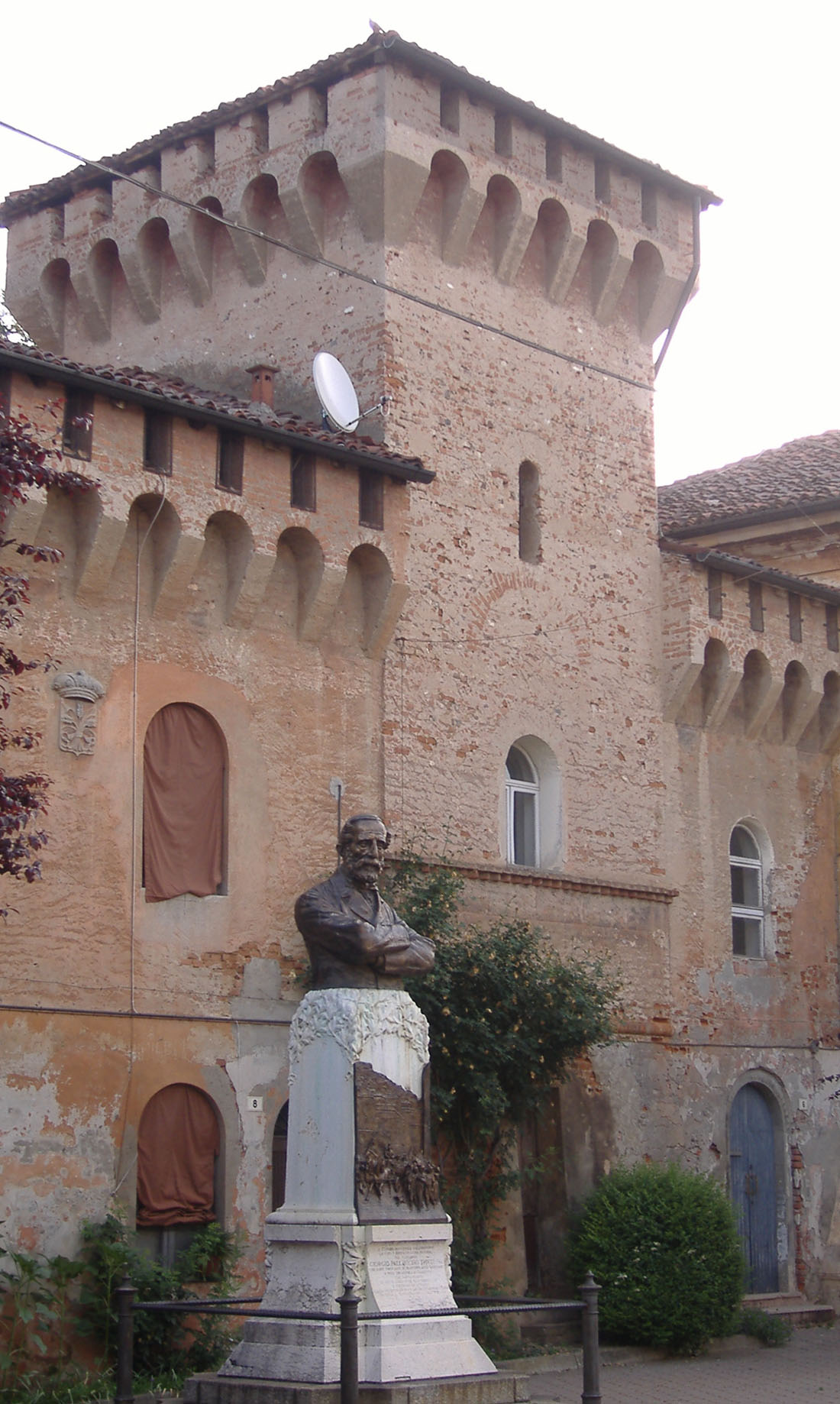
Villa Pallavicino Trivulzio in San Fiorano
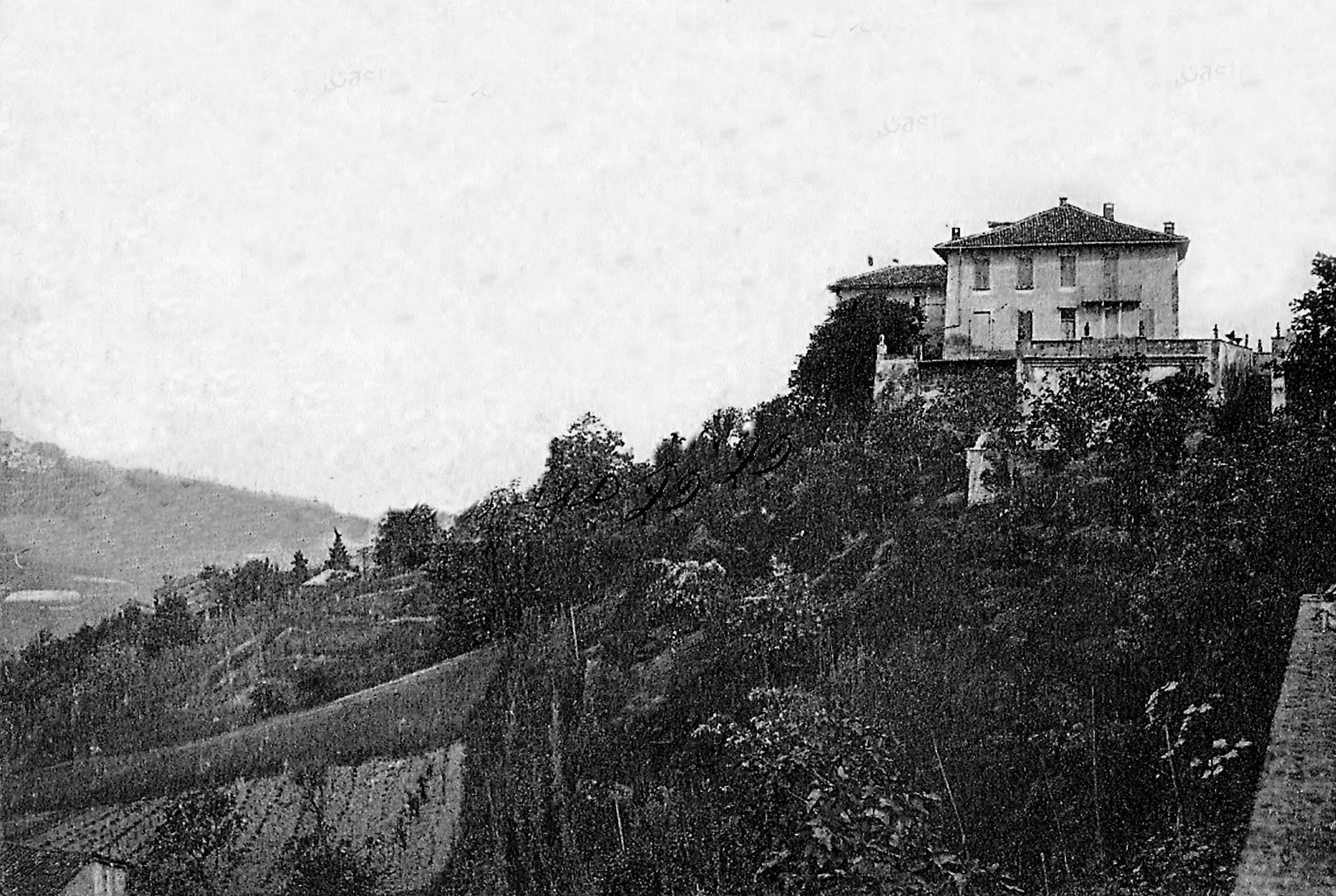
Castello di Castana
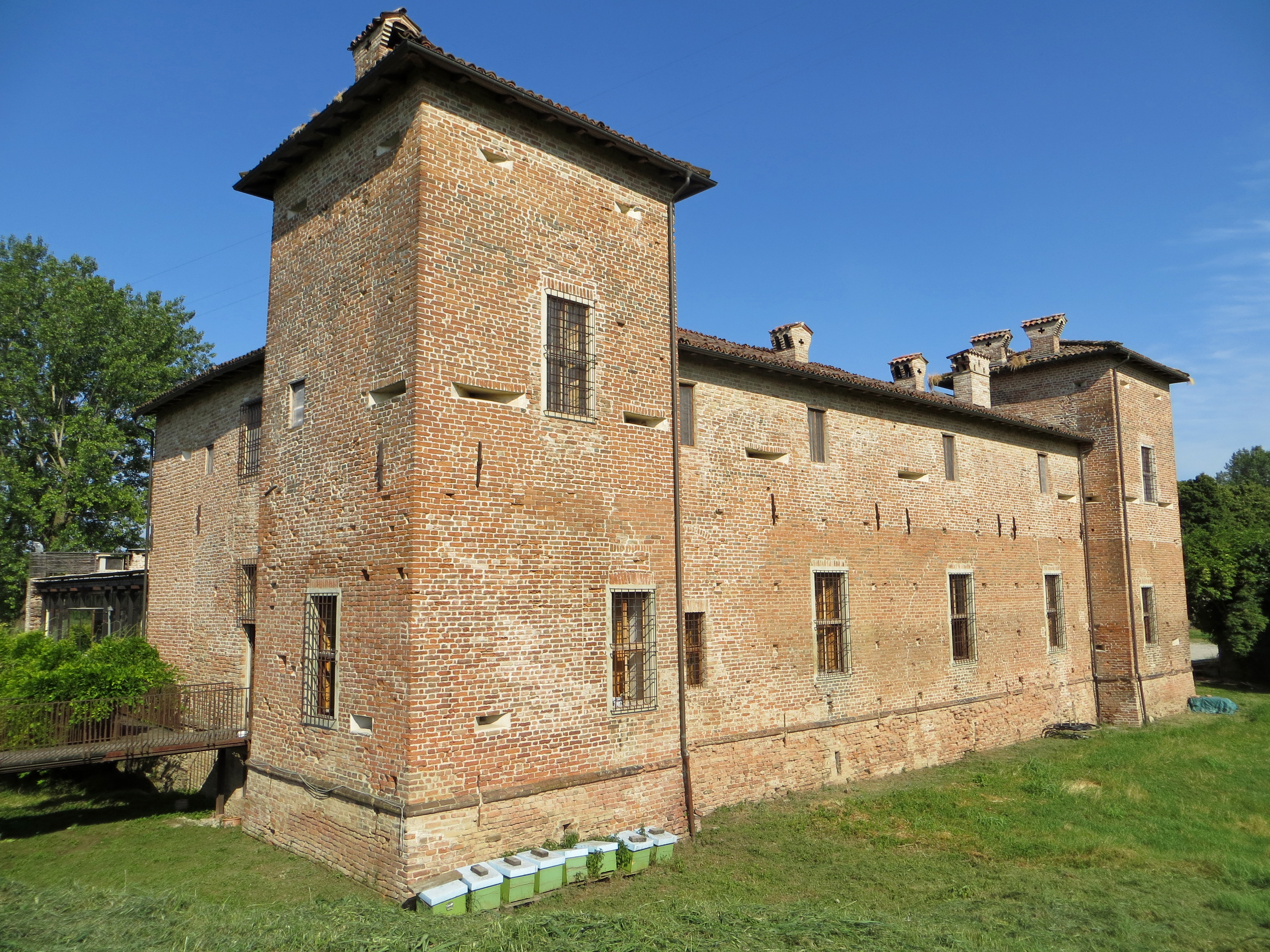
Antica Corte Pallavicina in Polesine Parmense
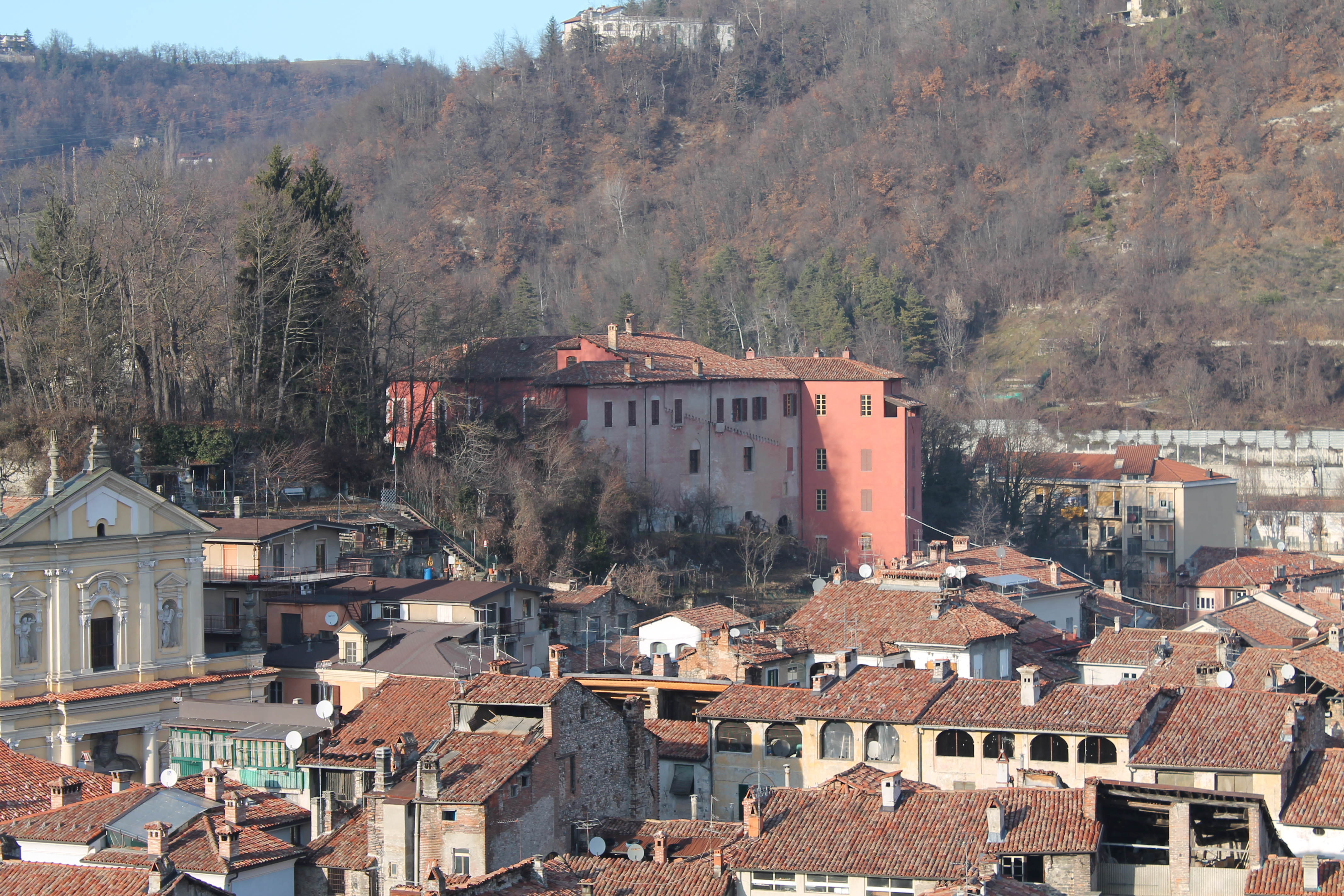
Castello Rosso in Ceva (Piemont)
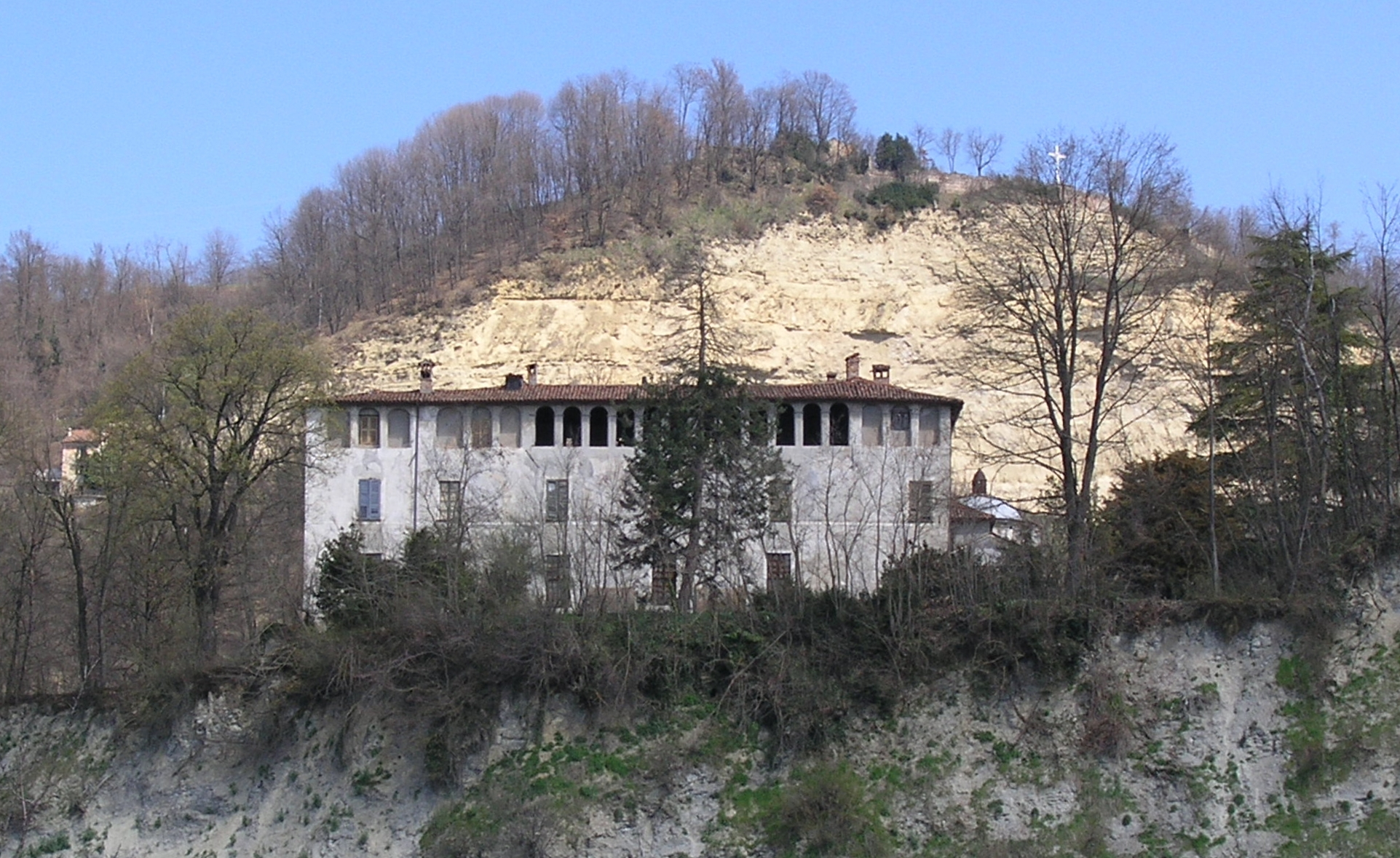
Castello Bianco, Ceva

### Pallavicini aus Genua

#### Genueser Hauptstamm

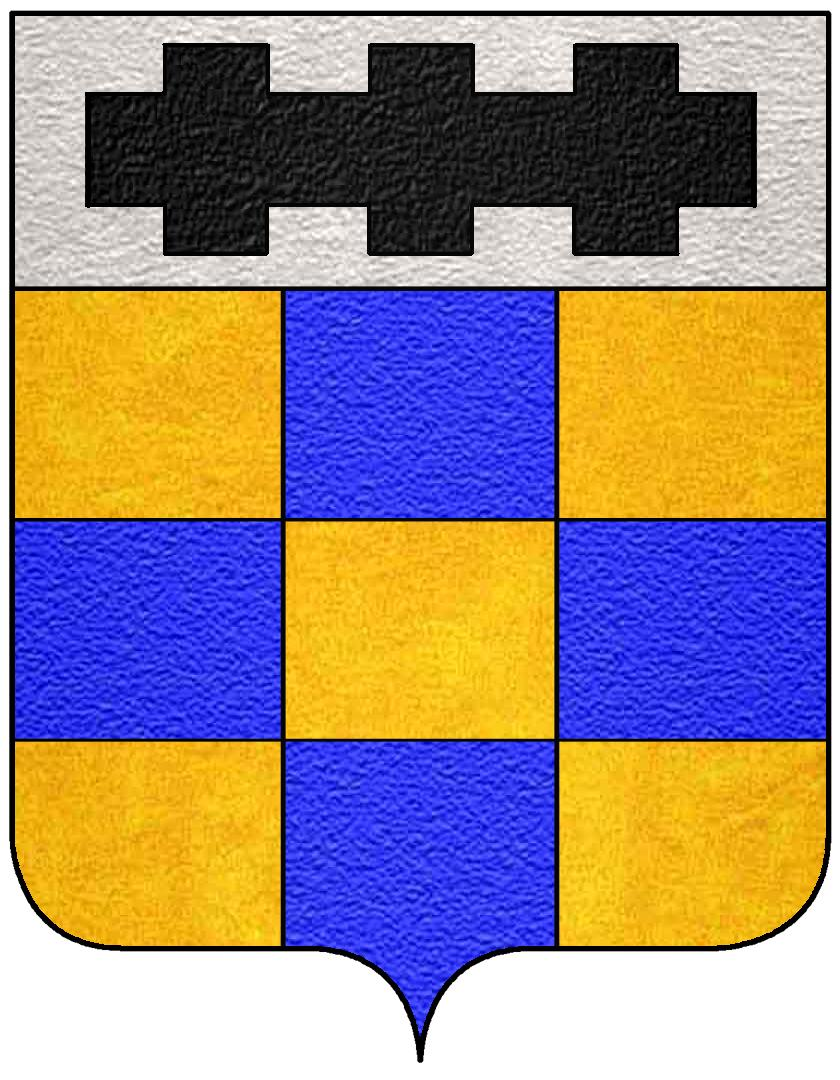
Wappen der Pallavicini (genuesischer Stamm)

Die Pallavicini aus Genua stammen von Nicolò Pallavicino ab, einem Sohn von Alberto Pallavicino „dem Griechen“ (ca. 1106–1148), der wiederum ein Sohn des Stammvaters Oberto il „Pelavicino“ war. Seine Nachfahren wanderten in den ersten Jahrzehnten des 13. Jahrhunderts in die ligurische Hauptstadt aus und stießen dort zu den Patrizierfamilien. Allerdings standen sie im Schatten der vier einflussreichsten Familien der Republik Genua, den Doria, Grimaldi, Fieschi und Spinola, die wechselweise mit Frankreich, Neapel, Mailand und Spanien paktierten und untereinander rivalisierten. Die Pallavicini besetzten öffentliche Ämter, stellten Gesandte und Regierungsbeamte in Genua, Korsika sowie den Genueser Kolonien bis zum Schwarzen Meer. Sie übten das Patronat über das Hospital Sant'Antonio di Prè aus und ab 1593 – gemeinsam mit den benachbarten Adelshäusern Calvi, Ricci und Falamonica – das Patronat über die Kirche San Pancrazio, die heute vom Malteserorden genutzt wird. Die Genueser Pallavicini stellten auch hohe Geistliche, darunter den Erzbischof Cipriano (1567–1586) und die Kardinäle Antonio (1441–1507), Giovanni Battista (1517–1524), Opizzo (1686–1700), Lazzaro (1669–1680) und Lazzaro Opizzo (1766–1785) sowie den Weihbischof Alerame Maria (1803–1867). Kardinal Lazzaro trug eine große Kunstsammlung zusammen, die er seiner Nichte Maria Camilla vermachte, welche in die römische päpstliche Familie Rospigliosi eingeheiratet hatte (siehe unten: Abschnitt Pallavicini-Rospigliosi).

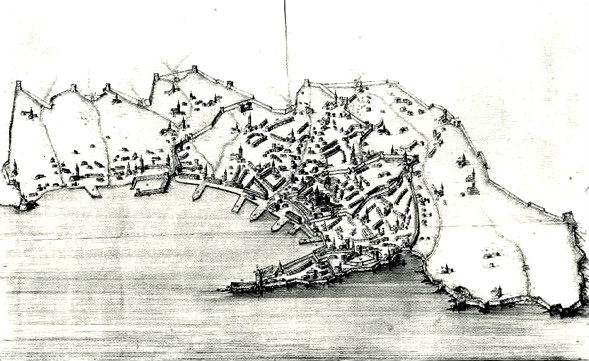
Genua im Mittelalter

Wie in anderen norditalienischen Städten scharten die mächtigeren Patriziergeschlechter jeweils weniger bedeutende Familien als Anhängerschaft um sich und bildeten so ein Albergo – einen Stadtteil, wo ihre Paläste sowie die Häuser ihrer Anhänger standen. Im Mittelalter waren sie durch eigene Geschlechtertürme geschützt und ihre Bewohner waren durch gemeinsame wirtschaftliche Aktivitäten und soziale Hilfswerke verbunden. Im Jahre 1528 existierten in Genua 28 Alberghi; das 16. Genueser Albergo wurde damals auch formell den Pallavicini zugeteilt, die seit dem 15. Jahrhundert zum Albergo der Familie Gentile gehört hatten. Im Albergo Pallavicino lebten 23 untergeordnete Familien, die meist dem Kaufmannsstand angehörten, teilweise auch dem unteren Patriziat, einige waren aus anderen Städten zugewandert, andere stammten aus dem Landadel.
Im 17. und 18. Jahrhundert stiegen die Pallavicini zur höchsten politischen Ebene auf, indem sie – neben zahlreichen Senatoren – auch drei Dogen der Republik stellten: Agostino 1637, Gian Carlo 1785 und Alerame Maria 1789. Agostino Pallavicini (1577–1649) war der erste Doge, der zugleich auch den Titel „König von Korsika“ annahm. Nach dem Fall der Republik Genua 1797 übernahmen Angehörige des Geschlechts öffentliche Ämter und Würden am königlichen Hof des Hauses Savoyen.

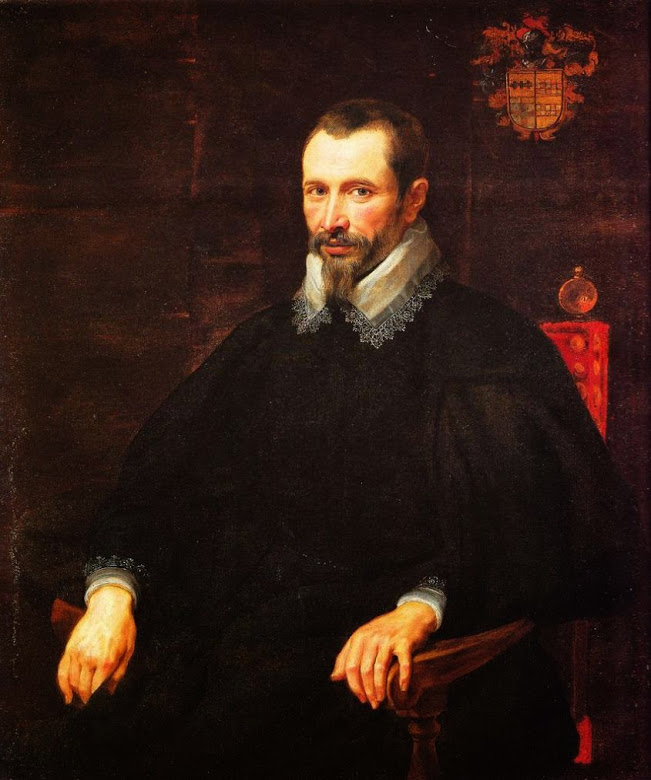
Niccolò Pallavicini aus Genua, ein Neffe des Gouverneurs Tobia Pallavicino (1604 von Rubens gemalt)

Tobia Pallavicino (ca. 1521–1581), war Unternehmer, Senator und Gouverneur von Genua. Er machte ein Vermögen als Finanzier und Importeur, besonders durch sein Monopol auf Alaun aus Tolfa. Er verfügte über gute Geschäftsverbindungen und Nachrichtenkanäle nach Rom. Er ließ 1558–61 einen prächtigen Palazzo erbauen, den Palazzo Tobia Pallavicino in der Via Giuseppe Garibaldi 4, heute auch bekannt als Palazzo Carrega-Cataldi und Sitz der Handelskammer. Sein Bruder Agostino ließ den Palazzo Pallavicini-Cambiaso, Via Giuseppe Garibaldi 1, erbauen, der heute eine Bank beherbergt. Der Palazzo Cipriano Pallavicino an der Piazza Fossatello stammt aus dem 15. Jahrhundert und wurde um 1540 vom Erzbischof Cipriano Pallavicino und seinen Brüdern mit einer neuen Fassade versehen; ab 1614 kam er in andere Hände. Der Palazzo Giulio Pallavicini entstand durch den gleichnamigen Besitzer 1586 an der Piazza De Ferrari und blieb bis Anfang des 19. Jahrhunderts in der Familie. Der Palazzo Pallavicino in der Via San Pier d’Arena 71 entstand um 1600.
Der Palazzo Durazzo Pallavicini in der Via Balbi 1 wurde 1618 für die Familie Balbi erbaut und kam um 1700 an die Patrizierfamilie Durazzo und von ihr im Erbgang an die Pallavicini; er enthält mit der Collezione Durazzo eine der bedeutendsten privaten Gemäldesammlungen Italiens. Die als Landsitz erbaute Villa Durazzo Pallavicini im Vorort Pegli wurde im späten 17. Jahrhundert erbaut. Giacomo Filippo Durazzo, Marchese di Gabiano (1729–1812), trug dort eine große Bibliothek zusammen und gründete ein Naturkundemuseum. Seine Tochter Clelia Durazzo Grimaldi (1760–1837) schuf um 1794 einen eklektischen botanischen Landschaftsgarten im englischen Stil, der noch existiert. Da sie und ihr Mann Giuseppe Grimaldi keine Kinder hatten, fielen die Villa in Pegli und die Burg in Gabiano an ihren entfernten Neffen, den Senator Ignazio Alessandro Pallavicini, Conte di Montaldo und Marchese di Morbello (1800–1871). Dessen einzige Tochter Teresa heiratete Marcello Durazzo, den letzten Vertreter des Genueser Hauptzweigs dieser Familie. Da sie kinderlos blieben, vererbten sie ihren Besitz an den Neffen Giacomo Filippo Pallavicini, der den Namen Durazzo Pallavicini annahm; als dieser 1921 ebenfalls kinderlos starb, stiftete seine Witwe Matilde, geb. Prinzessin Giustiniani, die Villa 1928 der Stadt Genua mit der Auflage, ein Museum einzurichten und den Landschaftsgarten zu erhalten. Die Villa enthält seither bis heute das Museum für Ligurische Archäologie, mit dem Giardino botanico Clelia Durazzo Grimaldi.
Niccolò Saverio Pallavicini (1654–1679) aus Genua erwarb um 1678 das Schloss und die Herrschaft Civitella Cesi nahe Blera in der Region Latium, damals Teil des Kirchenstaats. Da dieses Lehen – was seinen Erwerb förderte – mit dem Fürstenstand („Princeps Romanus“) verbunden war, stieg er zum Principe di Civitella im päpstlichen Adel auf. Sein Sohn Niccolò Francesco heiratete Flaminia Pamphilij, eine Tochter des päpstlichen Neffen Camillo Francesco Maria Pamphilij und der Olimpia Aldobrandini. Anfang des 19. Jahrhunderts wurde der Besitz Civitella an die Bankiersfamilie Torlonia verkauft, der Titel jedoch weiter geführt.
Der Palazzo Interiano Pallavicini an der Piazza delle Fontane Marose, um 1565 erbaut, wurde 1836 vom Marchese Domenico Pallavicino erworben und blieb im Besitz seiner Nachfahren, bis Fürst Domenico Antonio Pallavicino ihn 2019 in die Fondazione Pallavicino E.T.S. einbrachte, um ihn mit historischem Inventar als Museum zu erhalten. Zahlreiche Liegenschaften in Ligurien und im Mailänder Raum gehören noch zum Familienbesitz. Die Villa Pallavicino in Stresa am Lago Maggiore, seit 1862 Feriendomizil des fürstlichen Genueser Zweiges, verkaufte Fürst Domenico Pallavicino jedoch 2021 an den Fürsten Vitaliano Borromeo.

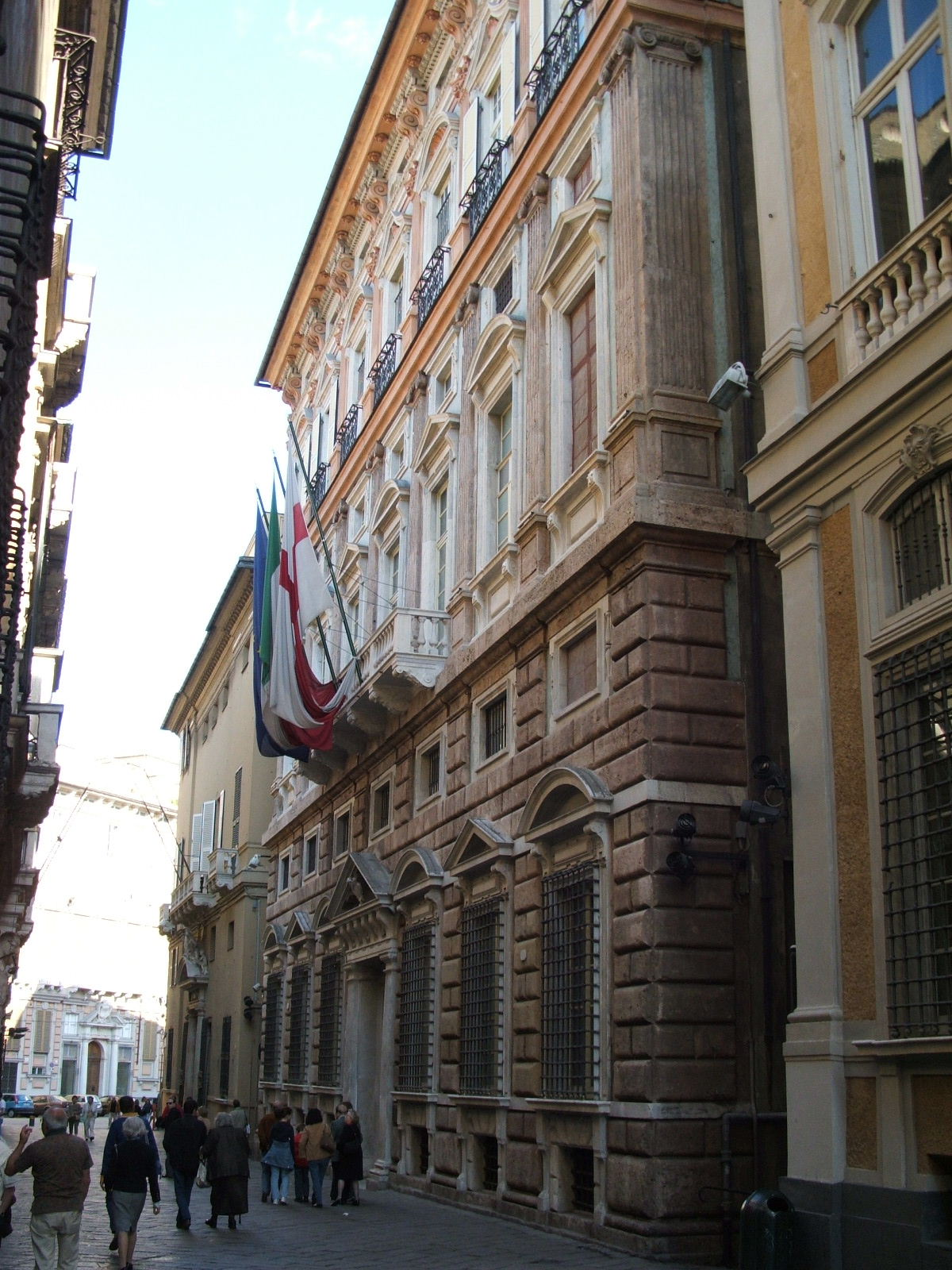
Palazzo Tobia Pallavicino, erbaut von Tobia Pallavicino ab 1558
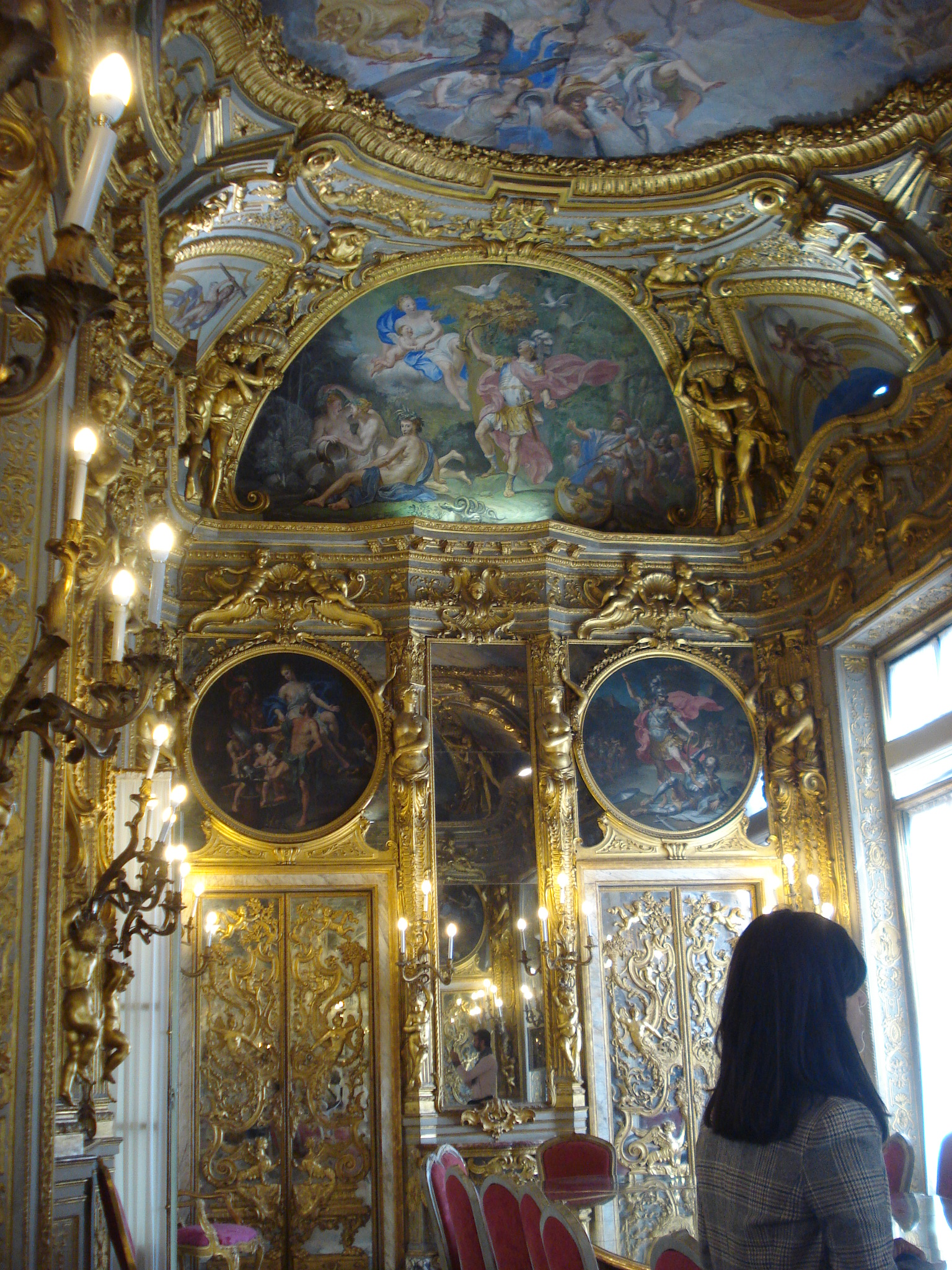
Die Galleria dorata von Lorenzo De Ferrari im Palazzo Tobia Pallavicino
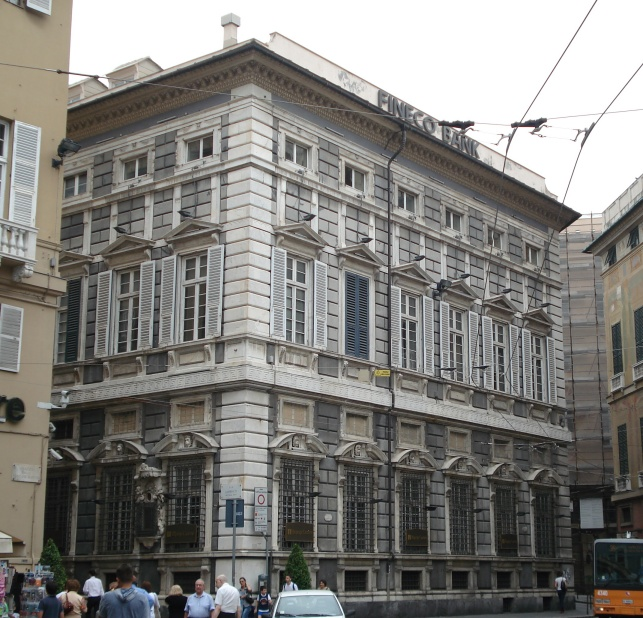
Palazzo Pallavicini-Cambiaso, erbaut von Agostino Pallavicino ab 1558
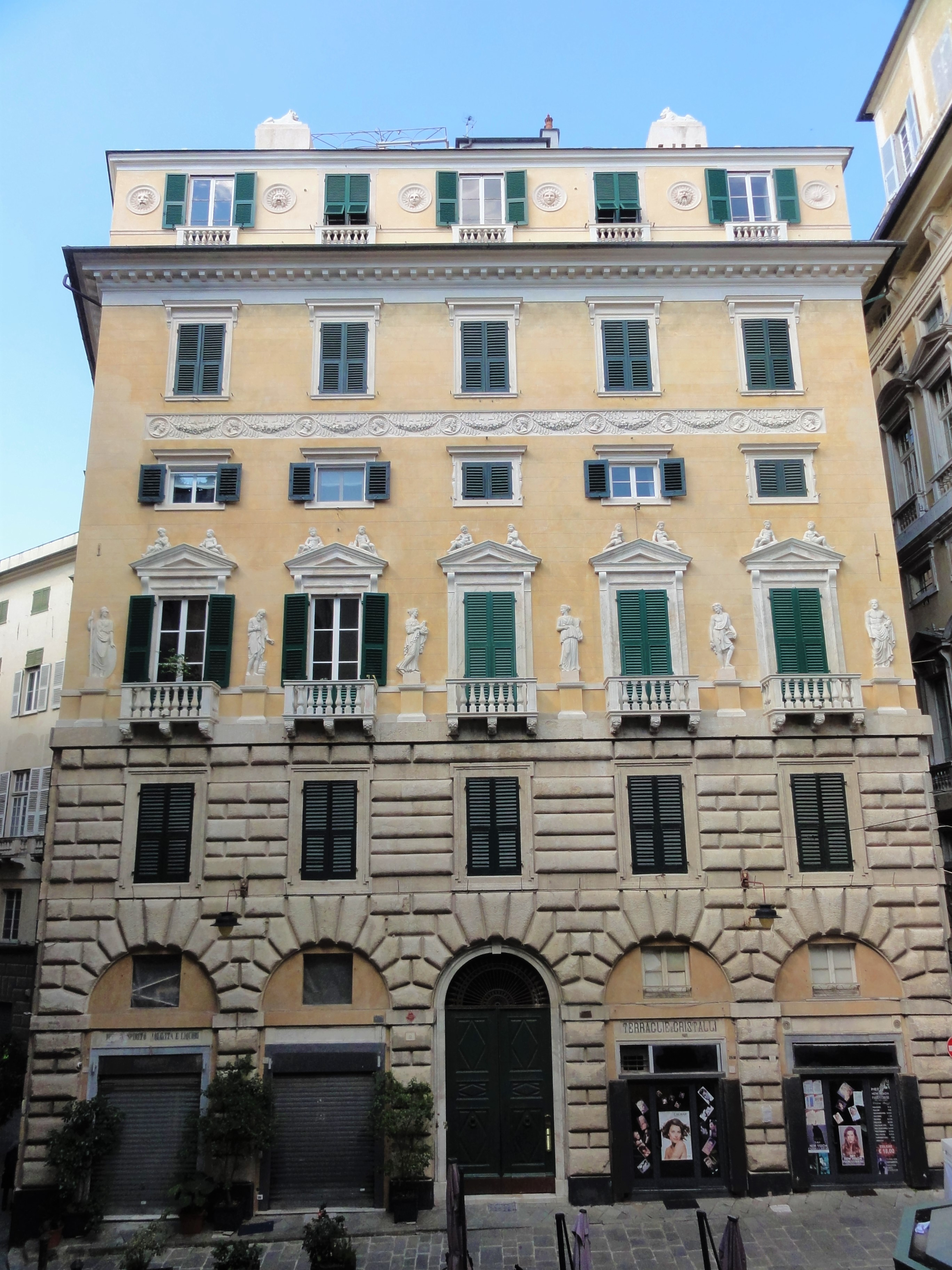
Palazzo Cipriano Pallavicino, erbaut von Cipriano Pallavicino 1540
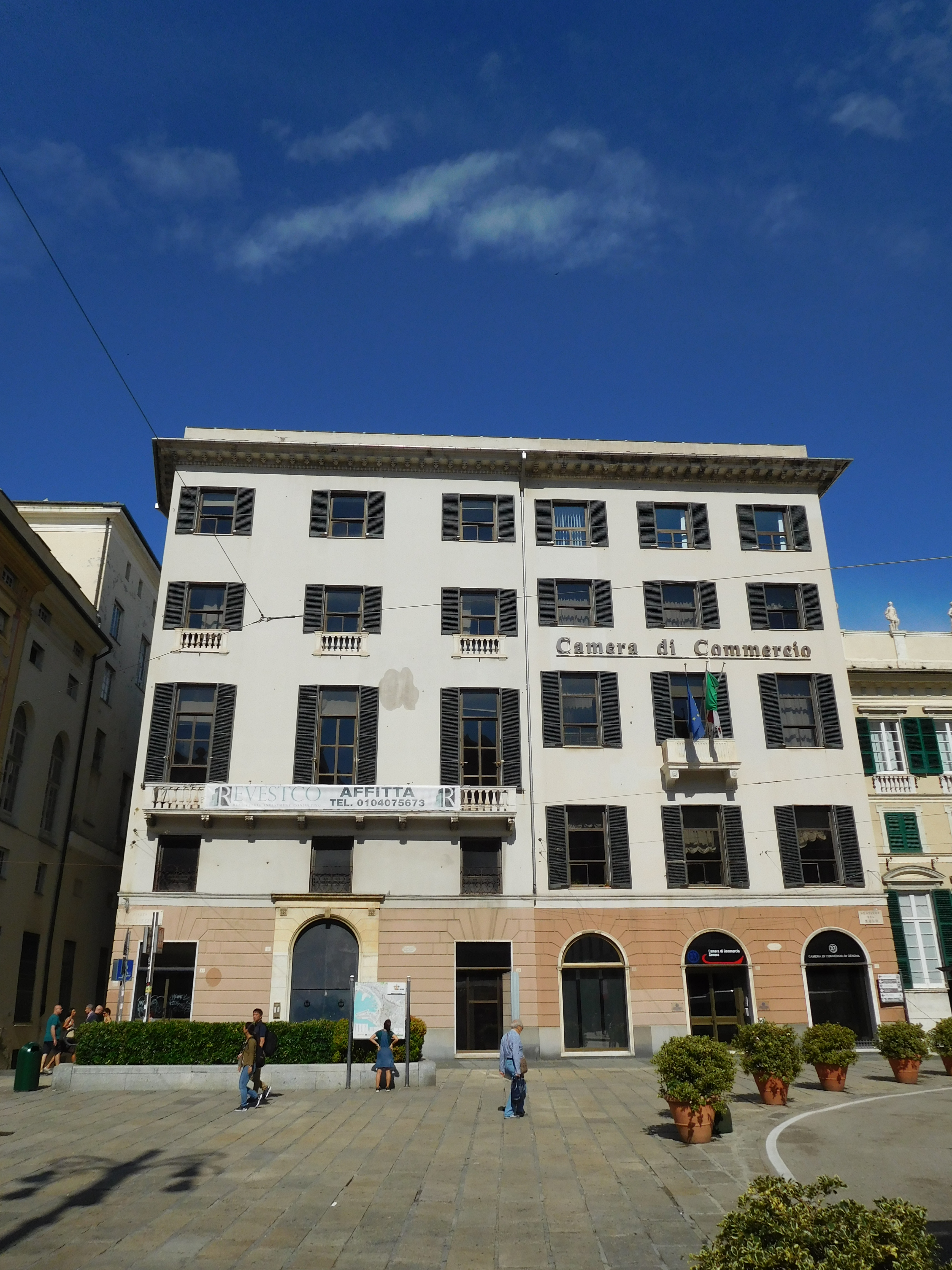
Palazzo Giulio Pallavicini, erbaut 1586
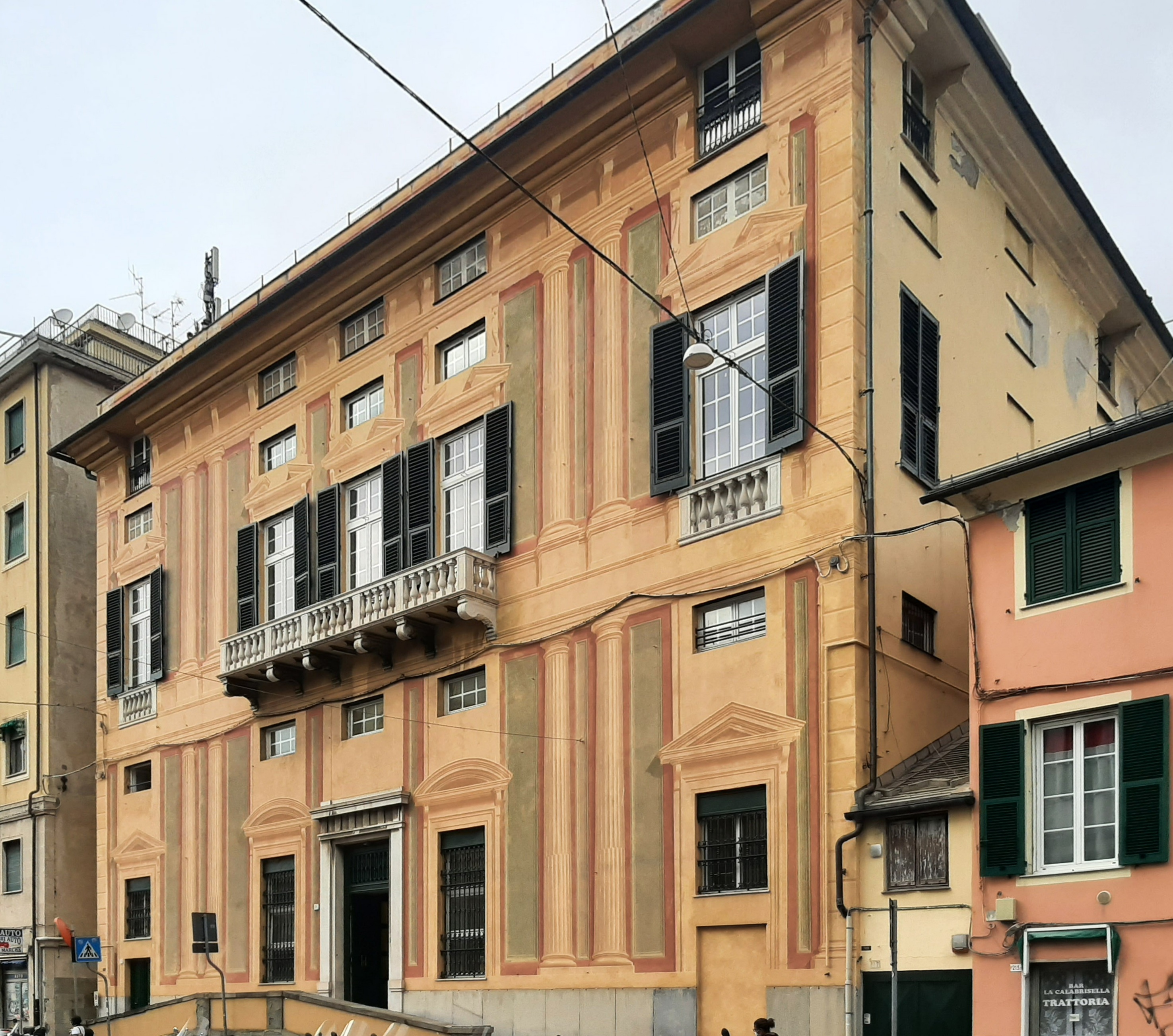
Palazzo Pallavicino, Via San Pier d’Arena 71
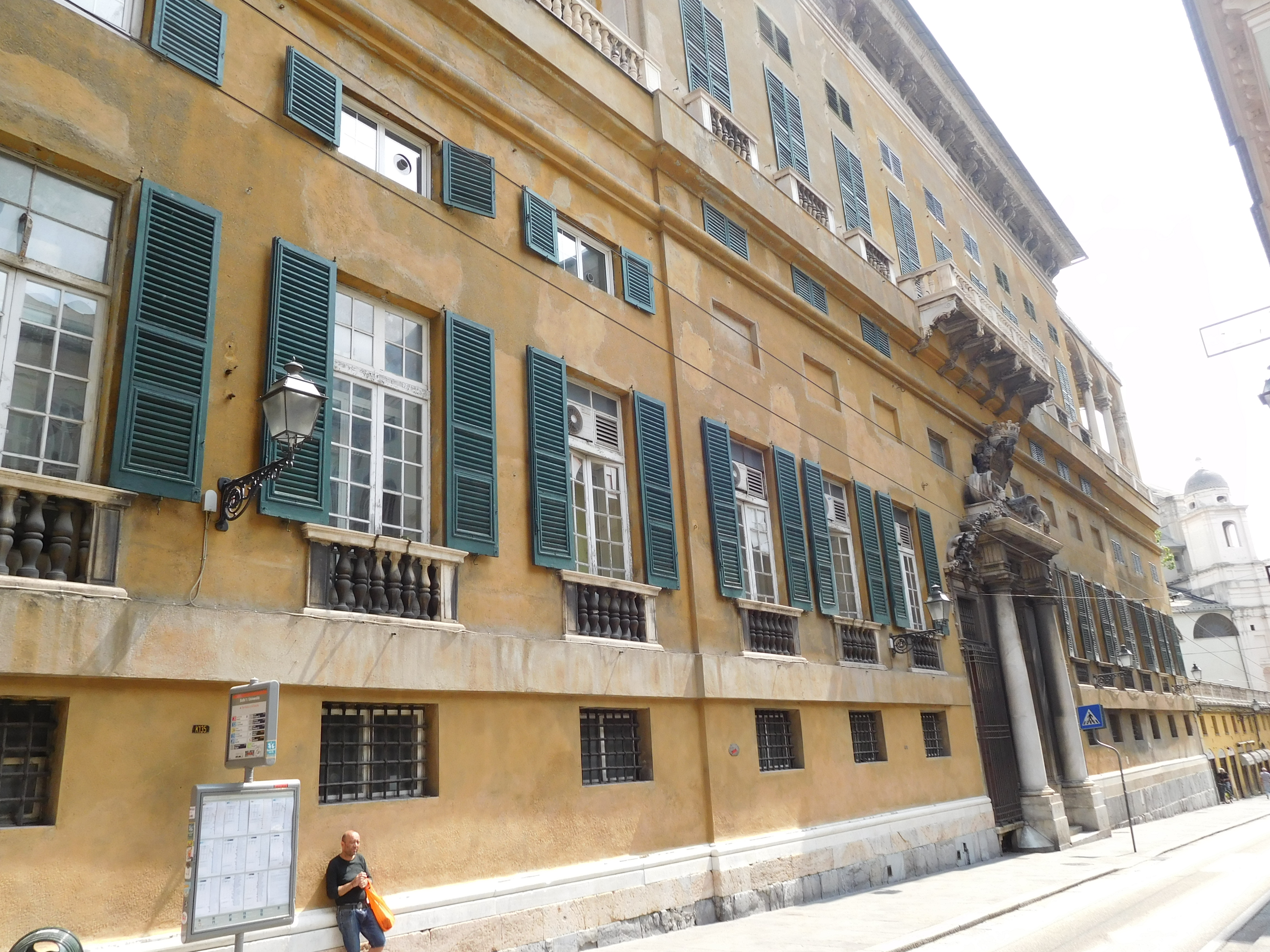
Palazzo Durazzo Pallavicini
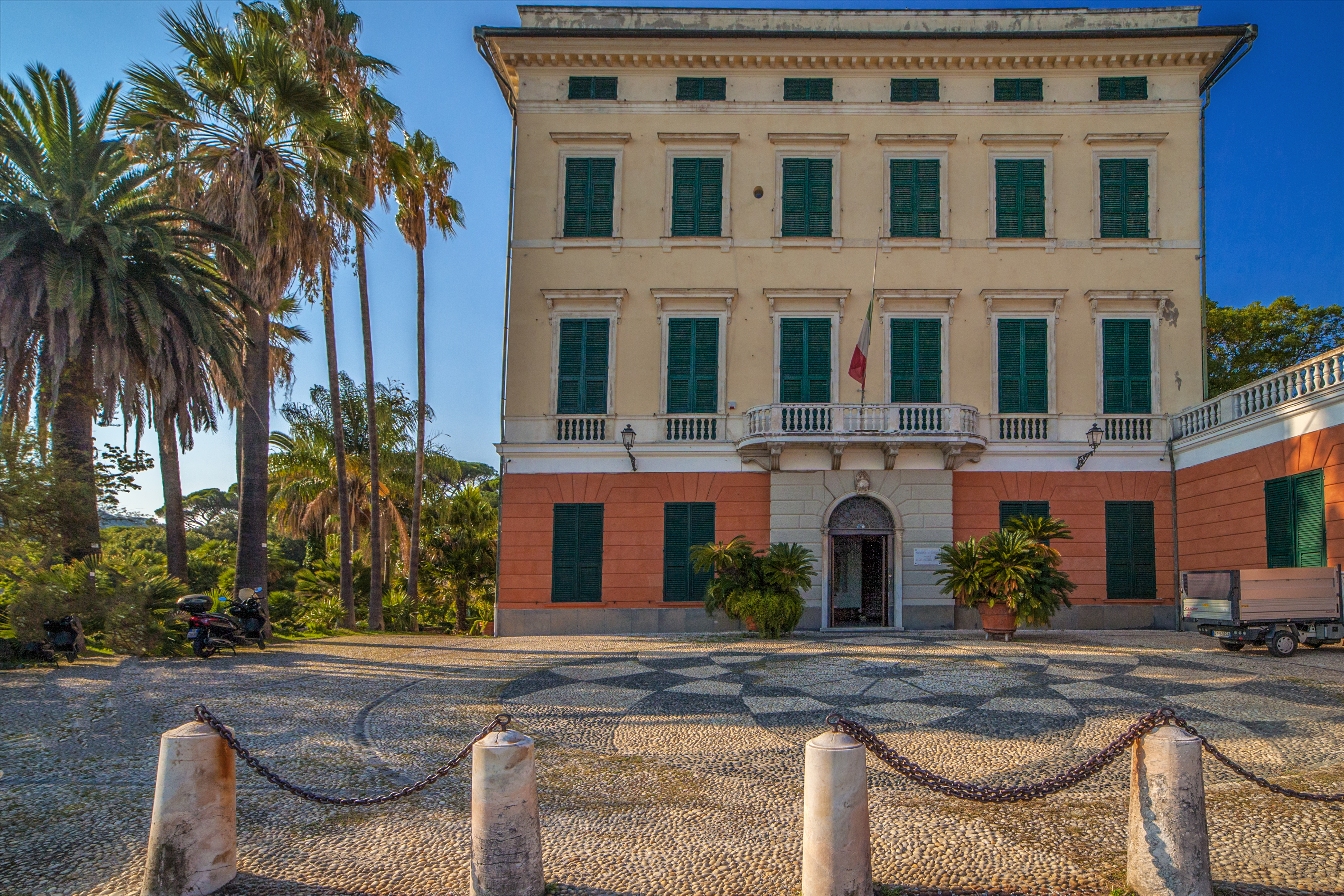
Villa Durazzo Pallavicini
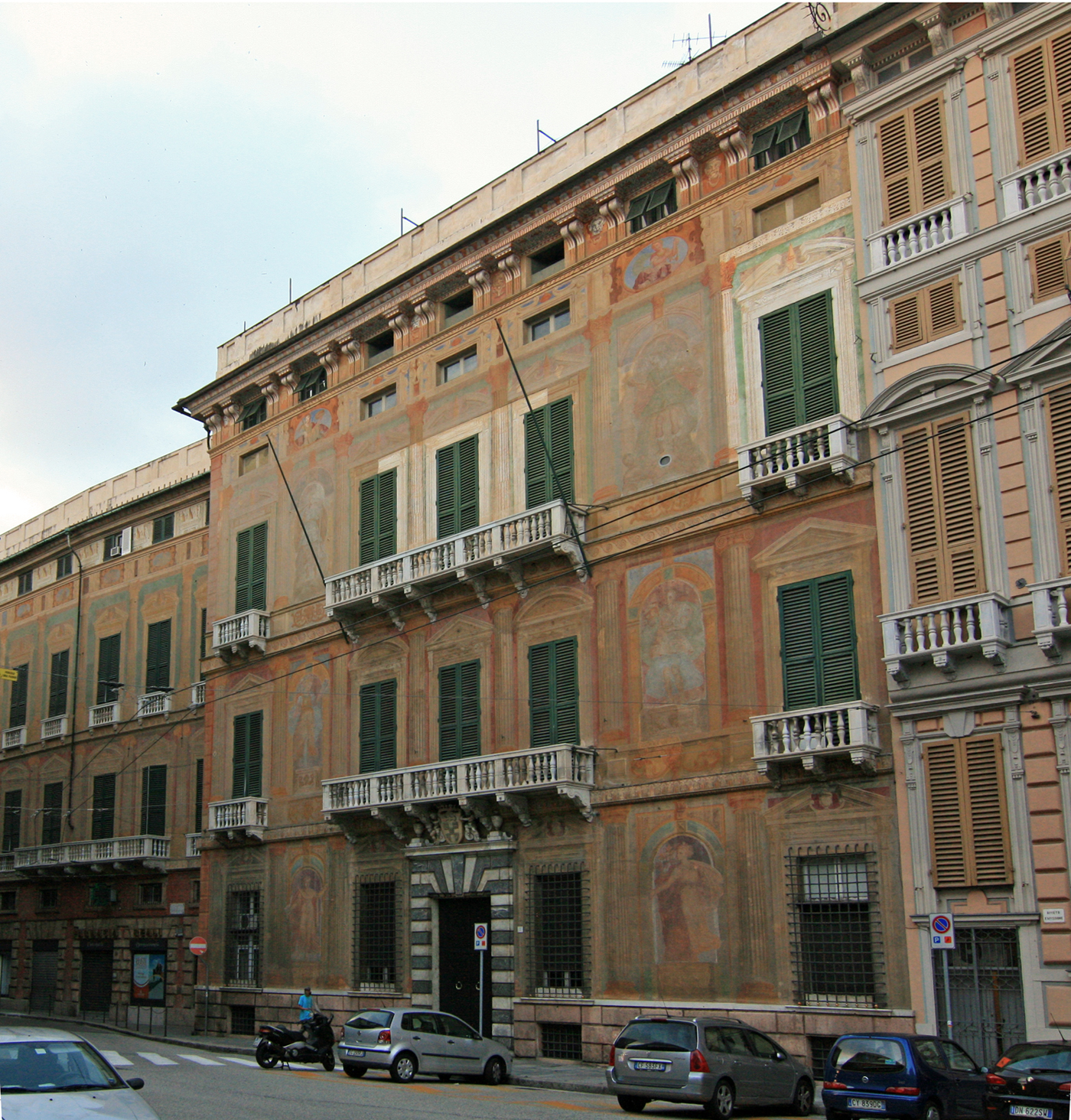
Palazzo Interiano Pallavicini

Aus dem Genueser Stamm breiteten sich weitere Linien aus, darunter eine in Neapel, die durch die Heirat des Alessandro Pallavicino (* 1594) mit Alvina Frezza, Duchessa di Castro, den Herzogstitel von Castro im Königreich Neapel erbte. Einer der Söhne von Tobia Pallavicino, Sir Horatio Palavicino (1540–1600), ging als Handelsvertreter über Antwerpen nach London und wurde dort ein international agierender Finanzier. Er erwarb den Besitz Babraham, der 1632 verkauft wurde, nachdem sein Sohn das Vermögen verprasst hatte; der Zweig erlosch 1648. In Rom bildete sich durch die Nichte des Kardinals Lazzaro Pallavicino (1602–1680), Maria Camilla, und ihren Ehemann Giovanni Battista Rospigliosi (1646–1722), eine Sekundogeniturlinie des Hauses Rospigliosi unter dem Namen Pallavicini-Rospigliosi, siehe unten. Im 18. Jahrhundert ging ein Zweig nach Österreich und wurde später auch in Ungarn begütert.

#### Pallavicini in Österreich-Ungarn
Die Otbertiner, Nachfahren Obertos, führten bereits alle den Markgrafen-Titel, obwohl die Markgrafschaft Ostligurien nicht von dauerhaftem Bestand war. Den Otbertinern blieb vor allem der Südosten der Markgrafschaft erhalten, wo die Linien Pallavicini und Malaspina eigene größere Markgrafschaften halten konnten. Die Pallavicini erhielten 1360 den Titel Markgraf (Marchese) in Reichsitalien. Kaiser Matthias erhob 1615 einen Hieronymus Adurnus Pallavicini zum Marchio Sacri Imperii Romani (Markgraf des Heiligen Römischen Reiches). Der Titel erfuhr für das Reich im 17. und 18. Jahrhundert mehrfache kaiserliche Bestätigungen.
Johann Lucas von Pallavicini-Centurioni (1697–1773, auch Gianluca,Giovanni Luca Pallavicini) wurde in Genua geboren. Zunächst als diplomatischer Vertreter der Republik Genua an den Wiener Hof gekommen, trat er 1733 in kaiserliche Dienste über. Er diente dem Haus Habsburg zur Zeit von Kaiserin Maria Theresia, organisierte die erste Kriegsmarine in den Erblanden, wurde schließlich General-Feldmarschall und war als Statthalter in der Lombardei mit der Umsetzung einer Verwaltungsreform betraut. Er erhielt später den Orden vom Goldenen Vlies und zog sich 1768 nach Bologna zurück, wo er den Palazzo Pallavicini (Bologna) erwarb und 1773 verstarb. 1770 veranstaltete er dort für die Familie Mozart einen Empfang, um Wolfgang Amadeus Mozart den Zugang zur dortigen Gesellschaft zu ermöglichen. Sein Neffe Johann Karl (Gian Carlo, 1756–1789) fiel im Alter von 33 Jahren als Generalmajor im Türkenkrieg bei Temesvár. Er hinterließ einen Sohn Eduard (1787–1839), welcher wiederum sechs Söhne und eine Tochter hatte, von denen Nachkommen weiterbestehen. Der älteste Sohn, Alfons (1807–75), erhielt im Jahr 1868 eine Bestätigung des Markgrafentitels der österreichischen Erblande für sich und seine Geschwister.
Neben Heiraten mit einflussreichen Familien der Donaumonarchie, wie den Hardegg, Erdődy, Fürstenberg, Zichy oder Széchenyi, bedeuteten die Verleihung des Indigenats (der Staatsbürger- und Adelsrechte) von Ungarn im Jahre 1803 sowie des böhmischen und mährischen Inkolats im Jahre 1843, beides für Eduard Markgraf Pallavicini und seine Nachfahren, eine Stärkung der Position der Familie in Österreich-Ungarn.
Alexander Oswald Markgraf Pallavicini (1853–1933) war Mitglied des Oberhauses im ungarischen Parlament, k.u.k. Kommandant und geheimer Rat, Ritter des Malteserordens, des Ordens vom Goldenen Vlies und des Ordens der eisernen Krone. Johann Pallavicini (1848–1941) war Gesandter im rumänischen Königreich und außerordentlicher Botschafter des Kaiserreichs in Konstantinopel bis zum Ende des Ersten Weltkrieges 1918. Auf Alfred Pallavicini (1848–1886), Offizier im Tiroler Kaiserjägerregiment und Extremalpinist, geht der Name der Pallavicinirinne am Pasterzengletscher am Fuße des Großglockner zurück, die er 1876 mit drei Bergführern als erster beging.

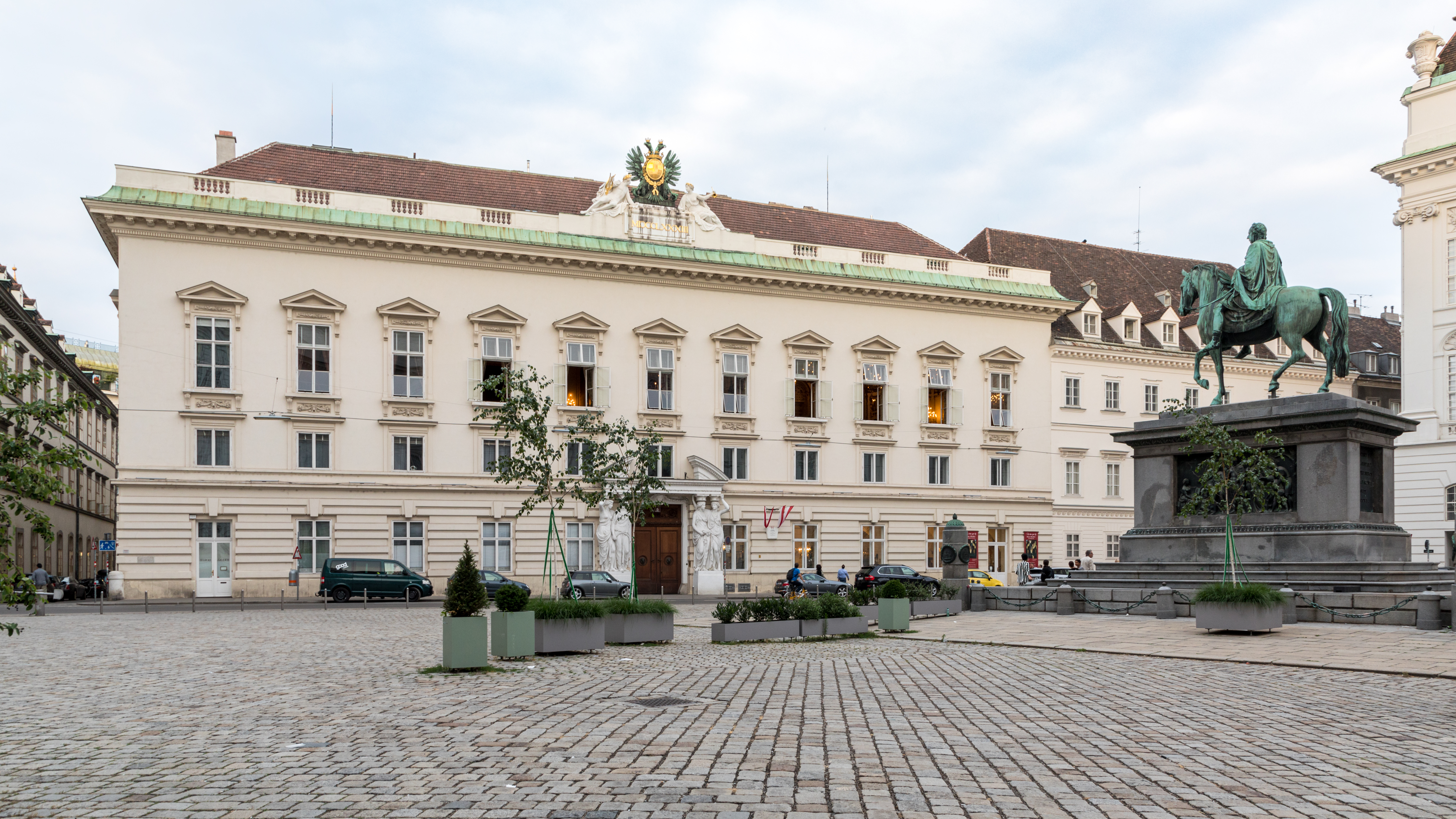
Palais Pallavicini in Wien

Das Ende der österreichisch-ungarischen Monarchie zeichnete auch diese Familie: Durch den Ersten Weltkrieg, Bodenreformen in der Tschechoslowakei und politische Veränderungen in Ungarn gingen die dort gelegenen außer-österreichischen Besitzungen sukzessive verloren. In Ungarn beteiligte sich György jun. Pallavicini (1912–1949) mit Beginn des Zweiten Weltkrieges am Widerstand gegen die deutsche Besetzung und nahm nach Ende des Krieges sofort Anstrengungen auf, um Otto von Habsburg zum König Ungarns zu machen. Mit Verabschiedung des Gesetzes, das Ungarn zur Republik machte, musste er seine Pläne begraben und wurde ob seiner Ideologien verhaftet und zur Zwangsarbeit verurteilt. Sein jüngerer Bruder Antal wurde nach der Revolution 1956 zum Tode verurteilt, 1991 rehabilitiert und postum zum Oberst ernannt und mit Orden um seine Verdienste ausgezeichnet. Ein Teil der Familie verließ Ungarn im Jahre 1945. Karoly Pallavicini war erst in Amerika und später in Wien im Bankwesen tätig, unterstützte aber zeitlebens seine Heimat Ungarn, und war dort ein großer Befürworter der Öffnung. Seine Familie bewohnt heute das Wiener Palais Pallavicini, das seit dem Jahre 1842 zu ihren Besitztümern zählt.

#### Pallavicini Rospigliosi (Rom)

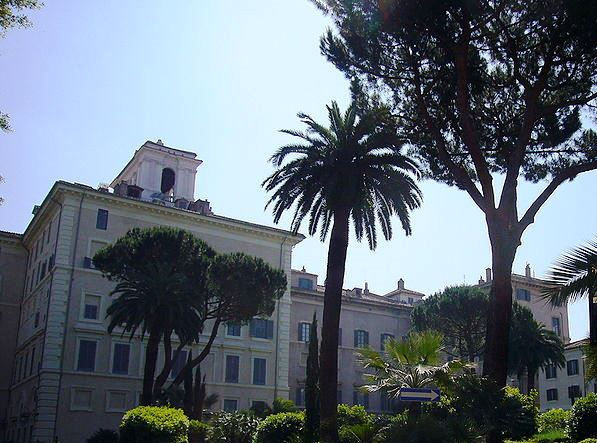
Palazzo Pallavicini Rospigliosi, Rom

Das bis heute existierende römische Fürstenhaus Pallavicini Rospigliosi gehört nicht im Mannesstamm zu den Pallavicini. Es geht vielmehr auf den Neffen von Papst Clemens IX., Giovanni Battista (Giambattista) Rospigliosi (1646–1722), zurück. Der Papst, der einer bürgerlichen Wollhändlerfamilie aus Pistoia entstammte, überhäufte seine Angehörigen mit einträglichen Ämtern, insbesondere seinen Bruder Camillo Domenico Rospigliosi (1601–1670) und dessen Söhne, darunter – neben Giambattista – den Kardinal Giacomo Rospigliosi und den Admiral Vincenzo Rospigliosi (1635–1673). Von allen Brüdern war Giambattista der einzige, der Nachkommen hatte. Sein Onkel erhob ihn in den päpstlichen Adel und zum Fürsten.
Er heiratete 1670 Maria Camilla dei Pallavicini aus Genua, eine Nichte des Kardinals Lazzaro Pallavicino (1602–1680). Dieser setzte seine Nichte zur Erbin ein und bestimmte seinen Nachlass, einschließlich seiner Kunstsammlung, zum Fideikommiss, der an ihren zweitgeborenen Sohn fallen sollte und in jeder darauffolgenden Generation an den jeweils zweiten Sohn des Fürsten Rospigliosi. Diese jüngeren Söhne sollten den Namen Pallavicini ihrem eigenen Familiennamen hinzuzufügen. Giambattistas erstgeborener Sohn, Clemente Domenico (1674–1752), wurde zweiter Fürst Rospigliosi und Herzog von Zagarolo, sein jüngerer Bruder Niccolò (1697–1788) nahm den Namen Rospigliosi Pallavicini an und wurde Principe di Gallicano und Marchese di Colonna. Die Rospigliosi hatten die einstigen Grundherrschaften der Familie Colonna in Zagarolo, Colonna und Gallicano nel Lazio von den Ludovisi als Erben der Colonna gekauft. In Generationen, in denen nur ein Sohn des jeweiligen Fürsten vorhanden war, fielen Besitzungen und Titel zusammen. Beide Brüder teilten sich jeweils den Palast in Rom.
Die beiden Söhne des Fürsten Giulio Cesare Rospigliosi (1781–1859), Francesco Pallavicini Rospigliosi und Clemente Rospigliosi, VII. principe Rospigliosi, begründeten schließlich zwei getrennte Familienzweige, welche die entsprechenden Namen und Titel übernahmen. Der Zweig Rospigliosi-Pallavicini nennt sich aber meist Principi Pallavicini Rospigliosi, um sich vom anderen Zweig, den Principi Rospigliosi, zu unterscheiden. Fürst Giulio Pallavicini Rospigliosi war der Letzte seines Zweiges und adoptierte 1929 den Grafen Guglielmo de Bernis de Courtavel, einen Enkel seiner Schwester Margherita, Marchesa Misciatelli, der mit königlicher Genehmigung 1937 auch den Fürstentitel übernahm. Dieser fiel im Krieg und hinterließ nur eine Tochter, Maria Camilla, die 1968 Armando Diaz della Vittoria heiratete, einen Enkel des Generals Armando Diaz. Ihre beiden Söhne sind Don Sigieri und Don Moroello Diaz Della Vittoria Pallavicini. Sie besitzen bis heute den Palazzo Pallavicini Rospigliosi mit einer der größten privaten Kunstsammlungen in Rom, den 1704 Giambattista Rospigliosi und Maria Camilla Pallavicini erworben hatten. Der andere Familienzweig (die Fürsten Rospigliosi) mussten allerdings ihren Anteil an Palast und Sammlung aufgrund von Überschuldung verkaufen, ebenso die Paläste in Zagarolo und Fiumicino-Maccarese. Die Familie besaß auch Paläste in Pistoia (das Elternhaus des Papstes) sowie in Florenz (wohin sie sich in der napoleonischen Besatzungszeit zeitweise zurückgezogen hatten) und betreibt bis heute Weingüter in Latium, so in Colonna, Gallicano und Cerveteri.

## Wappen
Stammwappen
Ein Schach von fünf roten und vier silbernen Feldern
Wappen der lombardischen Linie
Im Schild das Stammwappen, darüber ein goldenes Schildhaupt mit einem schwarzen bekrönten Doppeladler (als Zeichen für die Reichsunmittelbarkeit des „Stato Pallavicino“)
Wappen der Linie aus Genua
Das Stammwappen mit veränderter Tingierung: ein Schach von fünf goldenen und vier blauen Feldern
Später Abwandlungen:
In Gold ein schwarzer zweiköpfiger gekrönter Adler mit ausgespannten Flügeln, von sich gestreckten goldenen Fängen, ausgeschlagener roter Zunge (der Reichsadler, wie bei der lombardischen Linie, jedoch als Brustschildhalter), auf dessen Brust das Wappen der Genueser Linie unter einem silbernen Schildhaupt, darin ein horizontal liegendes dreifaches schwarzes Kreuz.

Wappen der Markgrafen Pallavicini und Csáky-Pallavicini

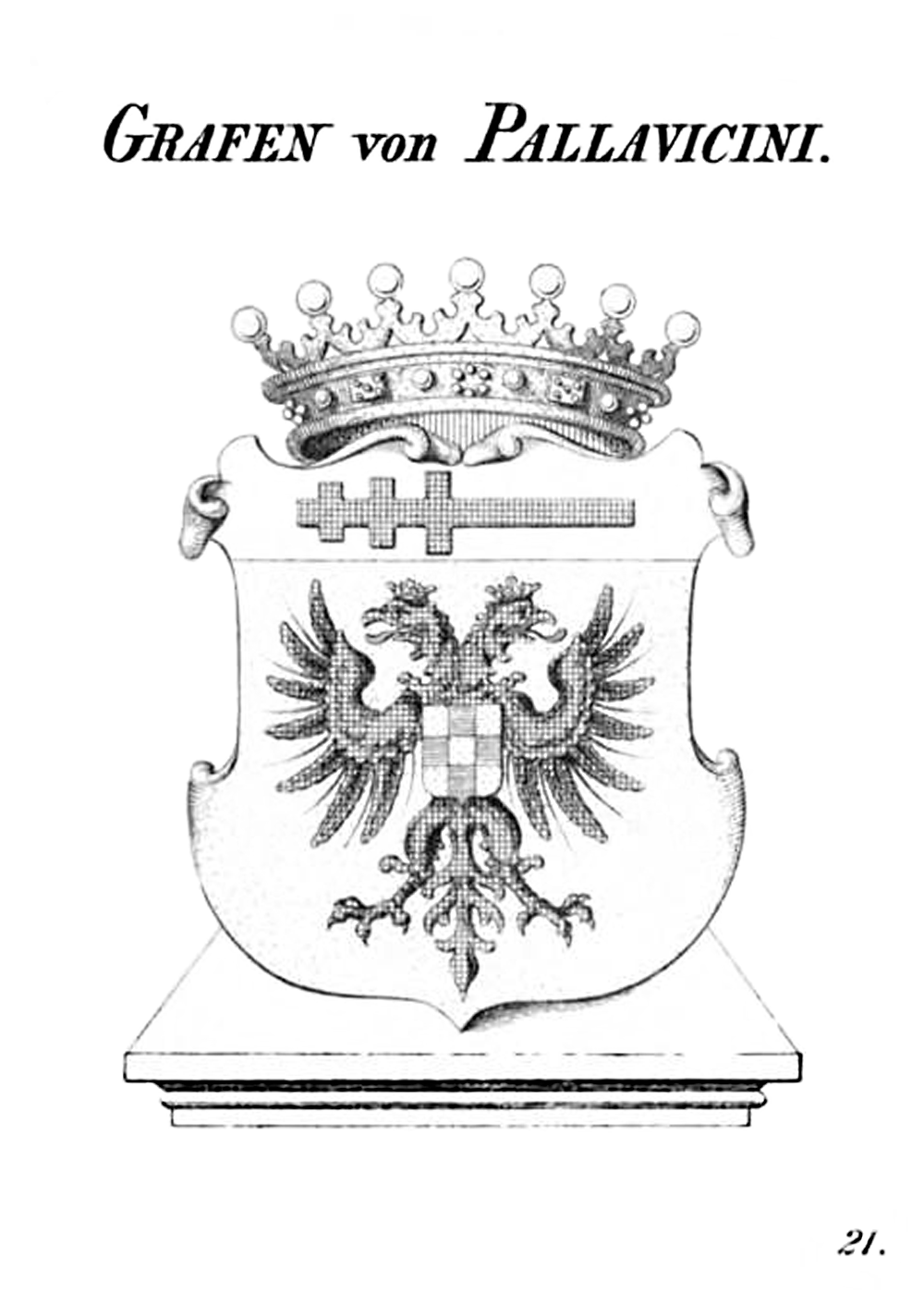
Wappen der ungarischen Grafen Pallavicini

Wappen der Pallavicini aus der Lombardei. Der Reichsadler symbolisierte die Reichsunmittelbarkeit dieser Linie.
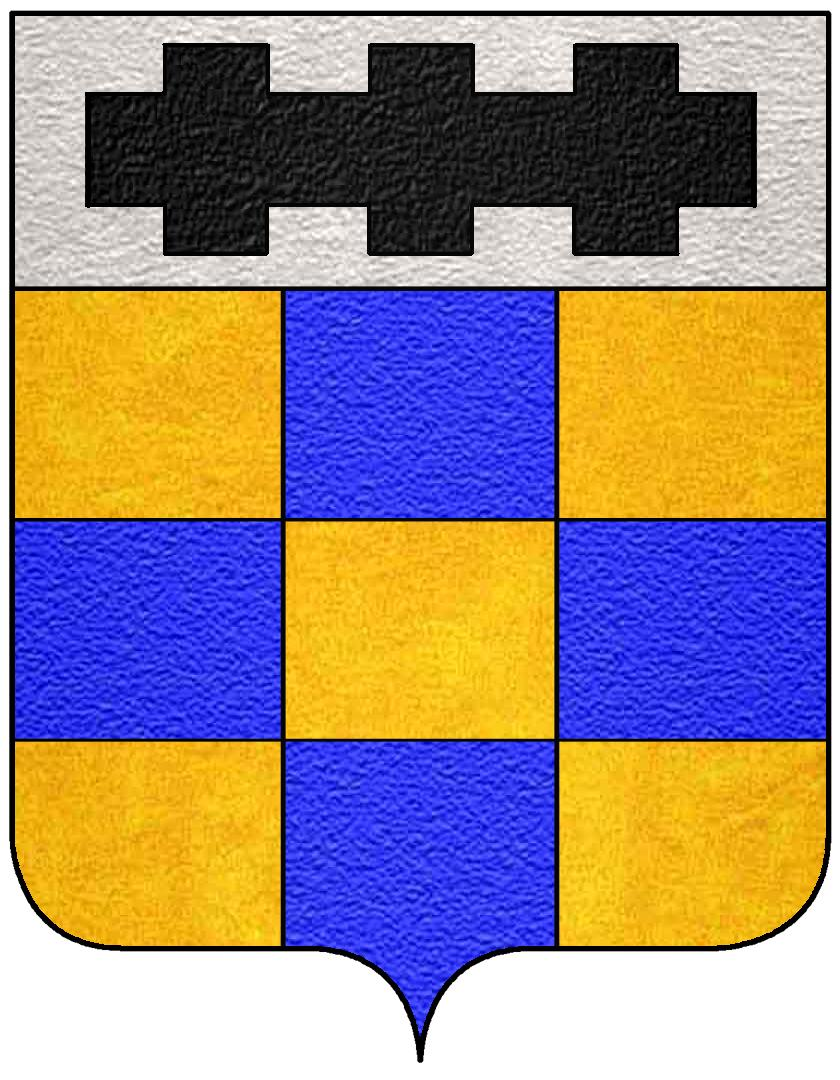
Wappen der Pallavicini aus Genua
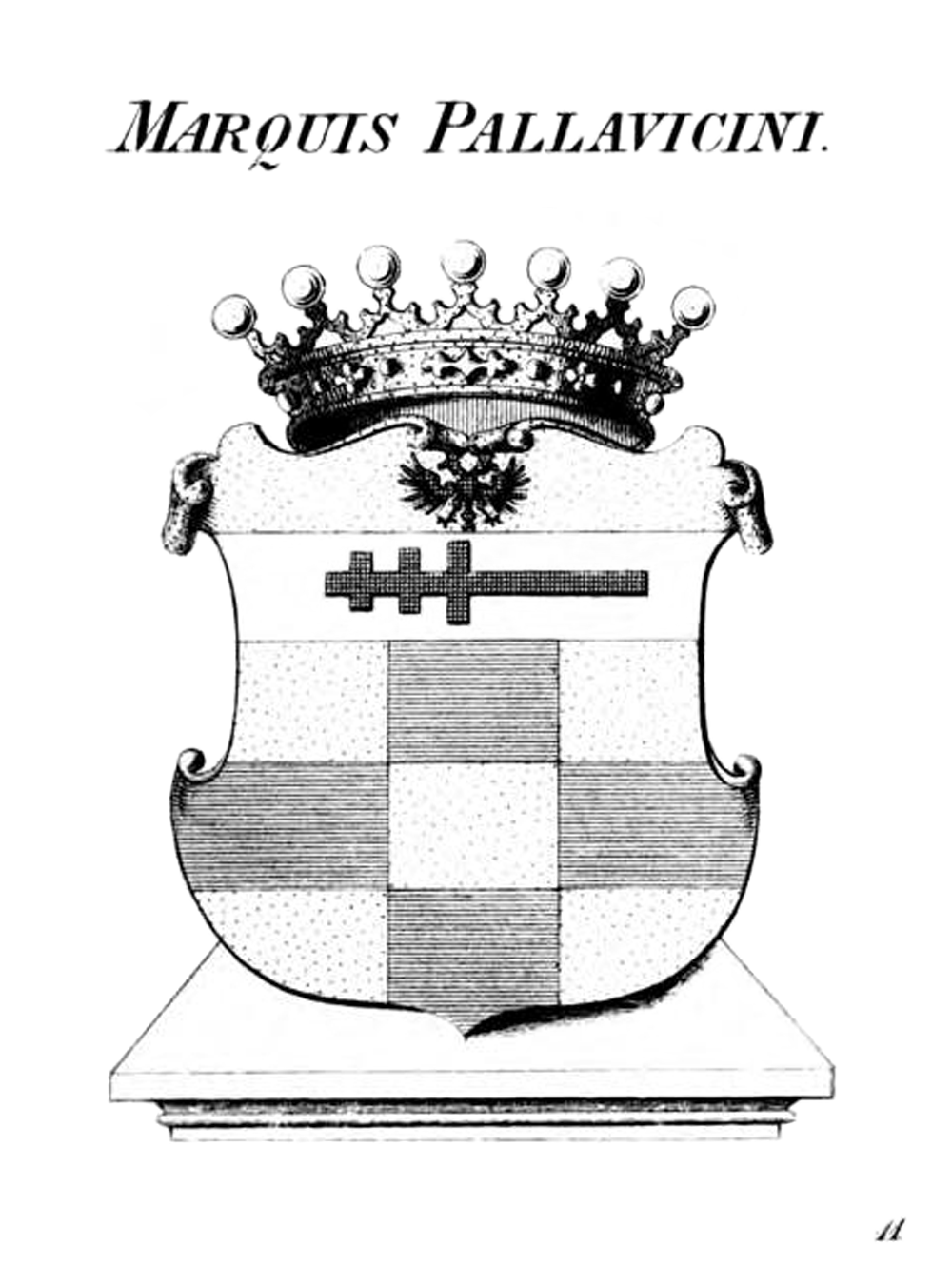
Wappen der Marquis Pallavicini
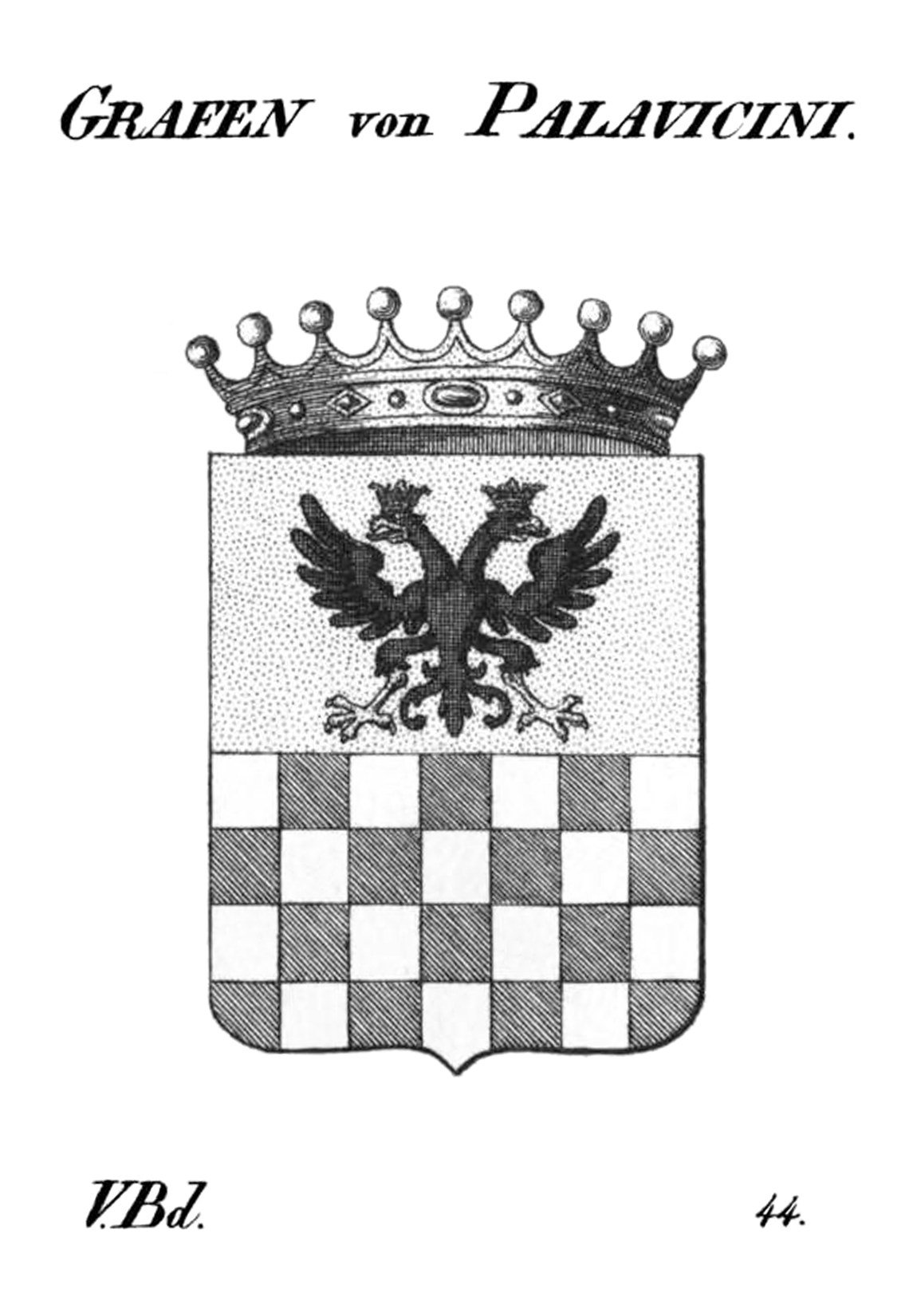
Wappen der Grafen von Pallavicini
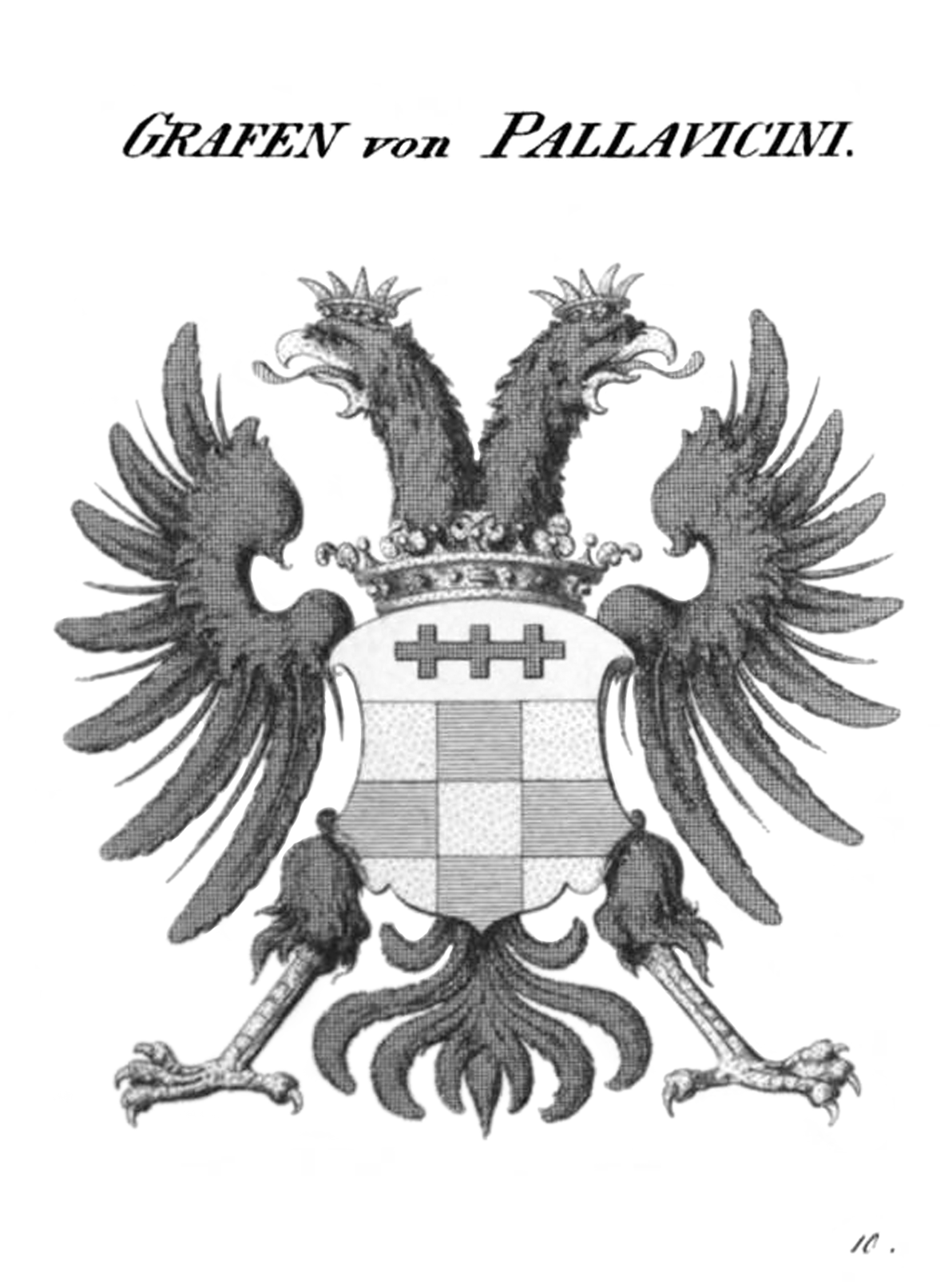
Wappen der Grafen von Pallavicini
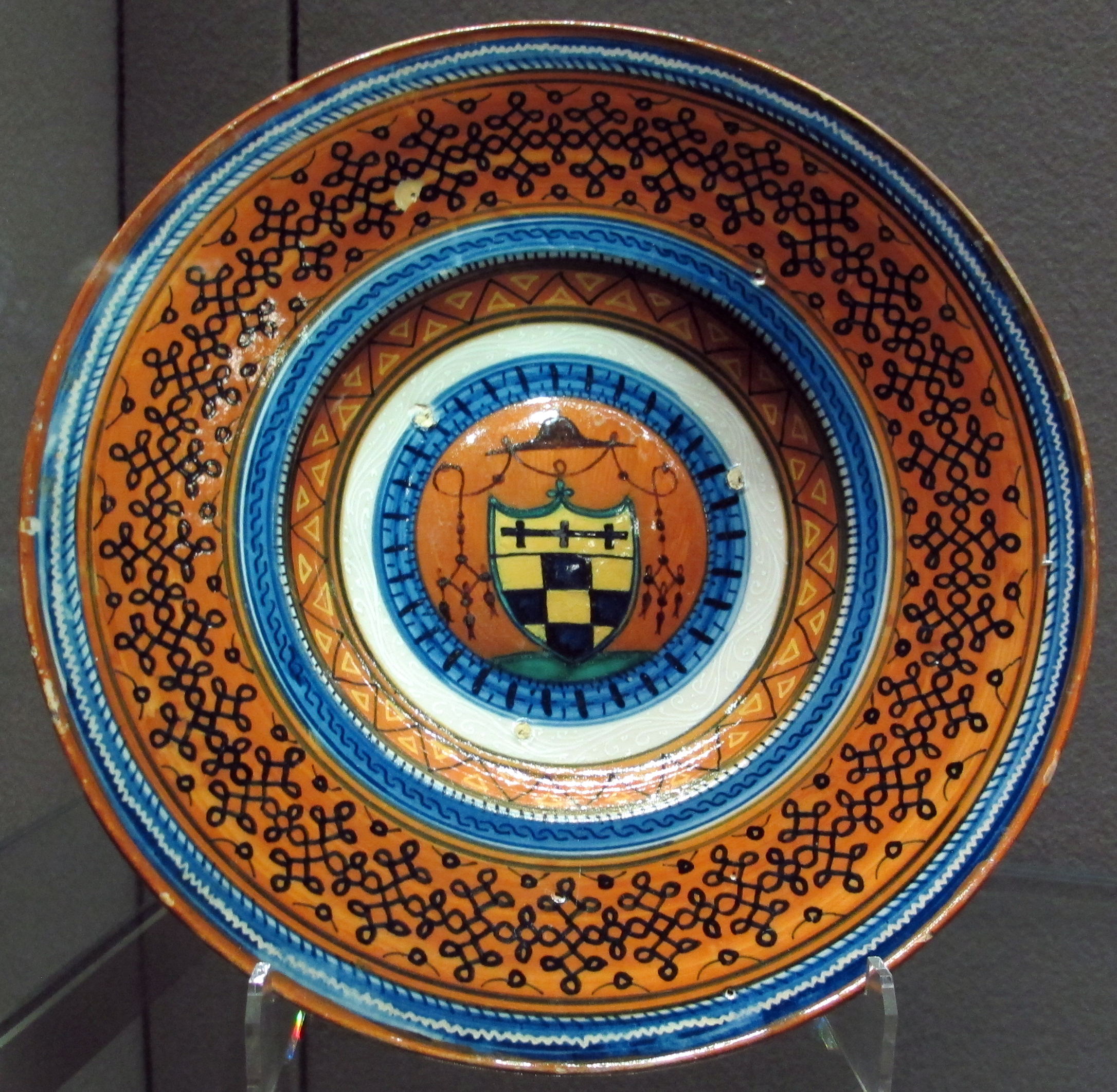
Wappen des Kardinals Antonio Gentile Pallavicini (1441–1507)

## Bekannte Namensträger

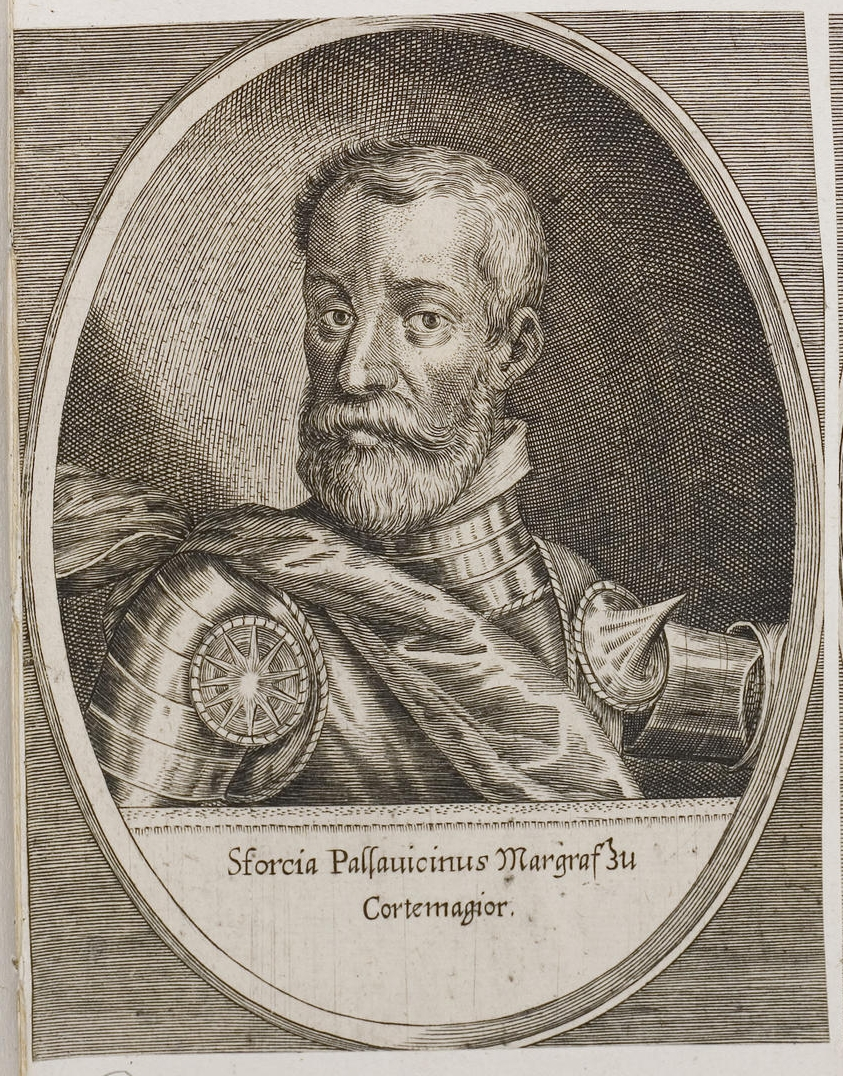
Sforza Pallavicino (1519–1585), Söldnerführer in Ungarn und Siebenbürgen, General der Republik Venedig

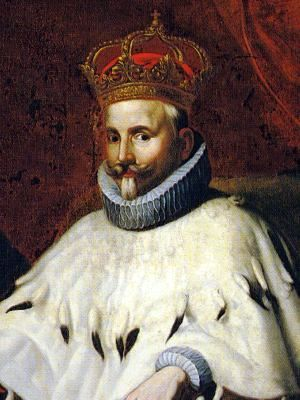
Agostino Pallavicini (1577–1649), 103. Doge von Genua (1637–1639), König von Korsika

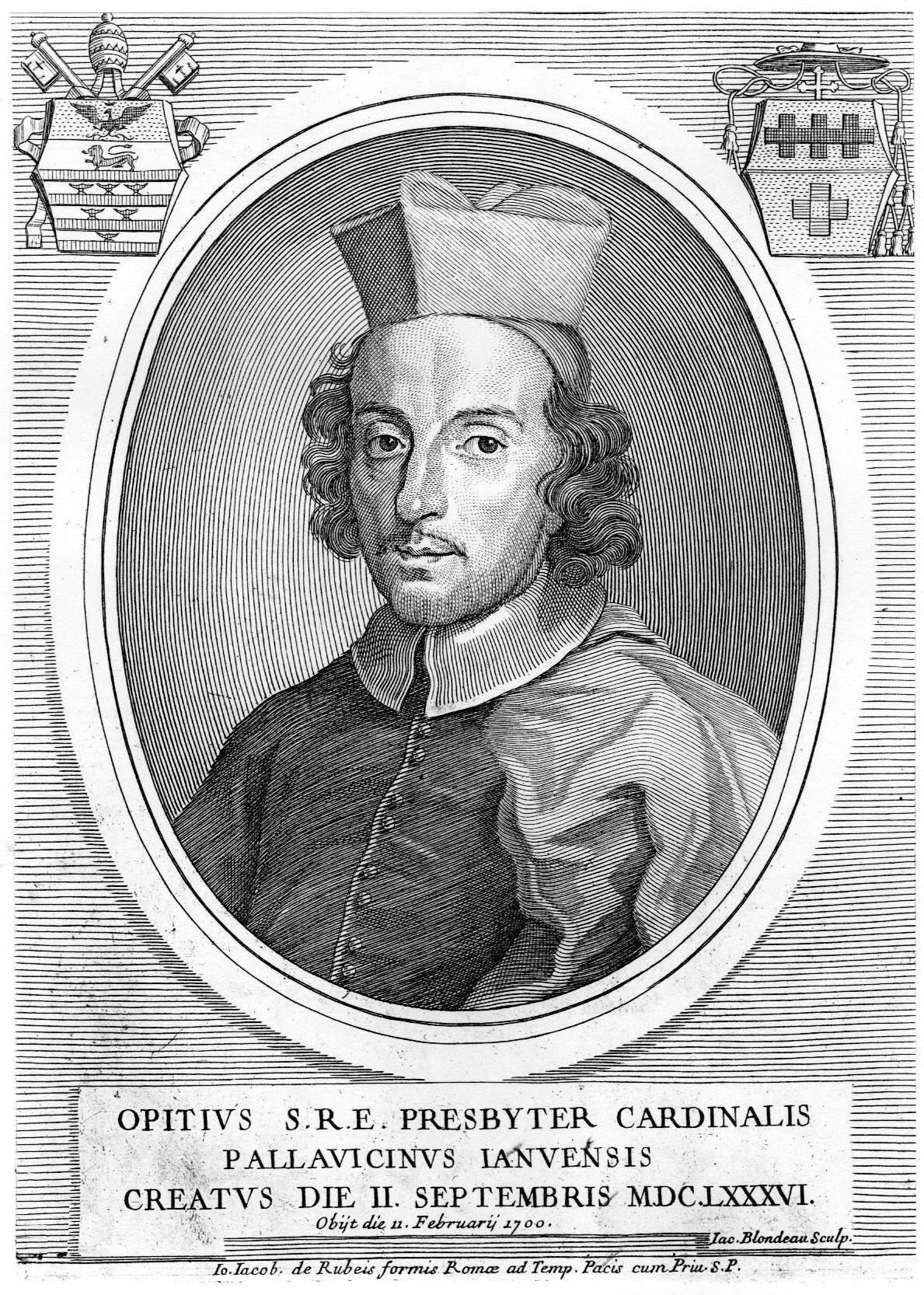
Kardinal Opizio Pallavicini (1632–1700), Erzbischof von Spoleto

- Oberto I., il Pelavicino (1080–1148), Stammvater der Pallavicini
- Alberto Pallavicino, il Greco (ca.  1106–1148), Kreuzfahrer des ersten Kreuzzuges
- Oberto Pallavicino (1197–1269), Condottiere,  Führer der Ghibellinen unter Kaiser Friedrich II., Reichsvikar, Generalkapitän von Mailand, Herr in Cremona, Pavia und Piacenza
- Guido Pallavicini (1204 – ca. 1237), Kreuzfahrer des vierten Kreuzzuges, Markgraf von Boudonitza
- Rolando Pallavicino il Magnifico (1393–1457), Condottiere und Gründer des „Stato Pallavicino“
- Antonio Gentile Pallavicini (1441–1507), Kardinal
- Gerolamo Pallavicini (um 1463–1503), Bischof von Novara (1485–1503)
- Giovanni Battista Pallavicino (1480–1524), Kardinal
- Cipriano Pallavicino (1567–1586), Erzbischof von Genua (1567–1586)
- Sforza Pallavicino (1519–1585), Söldnerführer in Ungarn und Siebenbürgen, General der Republik Venedig
- Tobia Pallavicino (um 1521–1581), Unternehmer, Senator und Gouverneur von Genua
- Sir Horatio Pallavicino (um 1540–1600), Händler, Banker, Diplomat in England
- Francesco Maria Sforza Pallavicino (1607–1667), Kardinal
- Ferrante Pallavicino (1615–1644), Kaplan des Generals Ottavio Piccolomini, wurde wegen satirischer Schriften gegen den Nepotismus Urbans VIII. enthauptet
- Opizio Pallavicini (1632–1700), römischer Kardinal, Nuntius in Köln 1677, Erzbischof von Spoleto 1689–1691
- Rannuzio Pallavicino (1632–1712), Kardinal
- Agostino Pallavicini (1577–1649), 103. Doge von Genua 1637–1639
- Antonio Maria Pallavicini (1674–1749), Lateinischer Patriarch von Antiochia ab 1743
- Lazzaro Pallavicini (Kardinal) († 1680), Kardinal
- Lazzaro Pallavicini (1684–1744), italienischer römisch-katholischer Geistlicher, Titularerzbischof und päpstlicher Diplomat, siehe Lazzaro Pallavicino
- Lazzaro Opizio Pallavicini (1719–1785), italienischer Kardinal
- Johann Lucas von Pallavicini-Centurioni (1697–1773), Generalfeldmarschall, kommandierender General der kaiserlichen Truppen in Italien, Generalstatthalter der Lombardei
- Gian Carlo Pallavicino (1722–1794), 179. Doge von Genua, 1785–1787
- Alerame Maria Pallavicini (Doge) (1730–1805), Gouverneur von Genua, 181. Doge von Genua, 1789–1791
- Karl von Pallavicini (1756–1789), österreichischer Generalmajor
- Giorgio Pallavicino Trivulzio (1796–1878), italienischer Politiker und Freiheitskämpfer während des Risorgimento
- Alerame Maria Pallavicini (Bischof) (1803–1867), Weihbischof in Genua
- Irene Pallavicini (1811–1877), Schwiegertochter von Maria Leopoldine von Österreich-Este
- Alfred von Pallavicini (1848–1886), österreichischer Bergsteiger und Gewichtheber
- János von Pallavicini (1848–1941), österreichisch-ungarischer Diplomat
- Alexander Pallavicini (1853–1933), ungarisch Sandor Pallavicini, Markgraf
- Friedrich Ludwig Berzeviczy-Pallavicini (1909–1989), österreichisch-ungarischer Maler und Graphiker, Innenarchitekt und Bühnenbildner
- Anton Pallavicini alias ‚Pálinkás‘ (1922–1957), Major, Teilnehmer des Ungarischen Volksaufstands 1956